# Liste der Autorenbeteiligungen und Produktionen von Jean Frankfurter
Dies ist eine Übersicht über die Kompositionen und Produktionen des deutschen Komponisten, Liedtexters und Musikproduzenten Jean Frankfurter, auch bekannt unter dem Pseudonym Ben Juris. Zu berücksichtigen ist, das Hitmedleys, Remixe oder Neuaufnahmen von Liedern des gleichen Interpreten nicht aufgeführt werden.

## A
| Jahr | Titel                                        | Interpret                                  | Funktion                        |
| ---- | -------------------------------------------- | ------------------------------------------ | ------------------------------- |
| 1990 | A bisserl Abschied geibt’s halt nicht        | Patrick Lindner                            | Komponist, Produzent            |
| 1982 | A Flash in the Pan                           | Arabesque                                  | Komponist                       |
| 1977 | A Gipsy in His Heart                         | Meeting Point                              | Co-Komponist                    |
| 1990 | A jeder braucht sei Kuschltier               | Andy Borg & Alexandra                      | Komponist, Produzent            |
| 1982 | A New Sensation                              | Arabesque                                  | Komponist                       |
| 1993 | A Platzerl in meim Herzen                    | Geschwister Hofmann                        | Komponist, Produzent            |
| 1990 | A rosarot’s Brieaferl                        | Patrick Lindner                            | Produzent                       |
| 1990 | A Wirtshaus und an Kramerlad’n               | Patrick Lindner                            | Komponist, Produzent            |
| 1972 | Aber dich gibt’s nur einmal für mich         | Die Flippers                               | Co-Produzent                    |
| 1992 | Aber du warst mein schönster Traum           | Didi Robinson                              | Komponist, Produzent            |
| 1993 | Aber lustig muss er sein                     | Geschwister Hofmann                        | Komponist, Produzent            |
| 2008 | Aber niemals ohne dich                       | Stefanie Hertel                            | Komponist, Produzent            |
| 1992 | Achmed (Wo die Sonne scheint)                | Stefanie Hertel                            | Komponist, Produzent            |
| 1974 | Addio, mein Napoli                           | Paola                                      | Texter                          |
| 1987 | Addio, Madonna mia                           | Albin Berger                               | Komponist, Produzent            |
| 1973 | Adriano                                      | Maren                                      | Texter                          |
| 1975 | Ännchen von Tharau                           | Die Flippers                               | Produzent                       |
| 2013 | Alice im Wunderland                          | Helene Fischer                             | Komponist, Produzent            |
| 1993 | Alle Farben dieser Erde                      | Geschwister Hofmann & Die Regenbogenkinder | Komponist, Produzent            |
| 1977 | Alle gegen einen                             | Die Flippers                               | Komponist, Produzent            |
| 1994 | Alle Kinder lieben Nino                      | Kastelruther Spatzen                       | Komponist                       |
| 2006 | Alle Rosen dieser Welt                       | Patrick Lindner                            | Komponist, Produzent            |
| 1994 | Alle Sehnsucht dieser Welt                   | Fernando Express                           | Komponist, Produzent            |
| 1991 | Alle Sterne von Athen                        | Kristina Bach                              | Komponist, Produzent            |
| 2011 | Allein im Licht                              | Helene Fischer                             | Komponist, Produzent            |
| 1996 | Alles geht, wenn man es wirklich will        | Stefanie Hertel                            | Komponist, Produzent            |
| 1991 | Alles Gold dieser Erde                       | Kastelruther Spatzen                       | Komponist                       |
| 2004 | Alles ist nicht genug                        | Sheila                                     | Komponist, Produzent            |
| 1972 | Alles Liebe, alles Gute                      | Die Flippers                               | Produzent                       |
| 1987 | Alles nur weil ich dich liebe                | Claudia Jung                               | Co-Komponist                    |
| 1998 | Alles riskiert und alles verloren            | André Stade                                | Komponist, Co-Produzent         |
| 1979 | Alles was du lieben kannst                   | Die Flippers                               | Produzent                       |
| 1995 | Alles was Spass macht                        | Stefanie Hertel                            | Komponist, Produzent            |
| 1998 | Alles, was du brauchst, ist Zärtlichkeit     | Oliver Thomas                              | Komponist, Produzent            |
| 1996 | Alles, was du sagen willst, sag’s mit Musik  | Geschwister Hofmann                        | Komponist, Produzent            |
| 1993 | Almenrausch & Pulverschnee                   | Kastelruther Spatzen                       | Komponist                       |
| 1974 | Aloha Oe                                     | Paola                                      | Texter                          |
| 1993 | Als noch das Sandmännchen kam                | Stefanie Hertel                            | Produzent, Komponist            |
| 1988 | Als sie noch Anna hieß                       | Andy Borg                                  | Komponist, Produzent            |
| 1991 | Als wär’s das allererste Mal                 | Marianne & Michael                         | Komponist, Produzent            |
| 1974 | Am Abend kommen die Träume                   | Imca Marina                                | Co-Komponist                    |
| 1975 | Am Brunnen vor dem Tore                      | Die Flippers                               | Produzent                       |
| 2006 | Am Ende sind wir stark genug                 | Helene Fischer                             | Komponist, Produzent            |
| 1987 | Amore amore                                  | Claudia Jung                               | Co-Komponist                    |
| 1991 | Amore romantica                              | Die Paldauer                               | Co-Produzent                    |
| 1996 | An einem Morgen im April                     | Kastelruther Spatzen                       | Komponist                       |
| 1990 | An heiligen Wassern                          | Kastelruther Spatzen                       | Komponist                       |
| 1983 | Angel Face                                   | Arabesque                                  | Komponist                       |
| 1977 | Angie                                        | Die Flippers                               | Produzent                       |
| 1989 | Angie                                        | Costa Cordalis                             | Komponist, Co-Produzent         |
| 1976 | Anita                                        | Costa Cordalis                             | Komponist, Texter, Co-Produzent |
| 1976 | Anita                                        | Marco da Silva                             | Komponist, Texter               |
| 1977 | Anita                                        | René Diepenbrock                           | Komponist, Texter               |
| 1977 | Anita                                        | Gary Franck                                | Komponist, Texter               |
| 1977 | Anita                                        | T.B.C.V.                                   | Texter                          |
| 1977 | Anita                                        | Erik Thorsten                              | Texter                          |
| 1998 | Anita                                        | Mickie Krause                              | Texter                          |
| 2011 | Anita                                        | Solid Gold                                 | Texter                          |
| 2012 | Anita                                        | Danny Fabry                                | Texter                          |
| 1992 | Anna Lena                                    | Patrick Lindner                            | Komponist, Produzent            |
| 2011 | Anneliese / Michaela                         | Andy Borg                                  | Komponist                       |
| 1991 | Antonio                                      | Kristina Bach                              | Komponist, Produzent            |
| 1990 | Arrivederci Maria Angela                     | Patrick Lindner                            | Komponist, Produzent            |
| 1989 | Asche oder Glut                              | Costa Cordalis                             | Komponist                       |
| 1988 | Atemlos (Die Nacht, als die Erde Feuer fing) | Claudia Jung                               | Co-Komponist                    |
| 1993 | Atemlos (Die Nacht, als die Erde Feuer fing) | Dana Winner (Songtitel: Woordenloos)       | Co-Komponist                    |
| 2013 | Atemlos durch die Nacht                      | Helene Fischer                             | Produzent                       |
| 1995 | Auch die Sterne müssen warten                | Stefanie Hertel                            | Komponist, Produzent            |
| 1998 | Auch ganz kleine Lügen tun weh               | Stefanie Hertel                            | Komponist, Produzent            |
| 1991 | Auch in der Taiga blühen Rosen               | Die Paldauer                               | Komponist, Co-Produzent         |
| 2007 | Auch kleine Drachen fliegen in den Himmel    | Fernando Express                           | Komponist, Produzent            |
| 2006 | Auf der Reise ins Licht                      | Helene Fischer                             | Komponist, Produzent            |
| 1990 | Auf der Straße der Rosen                     | Kastelruther Spatzen                       | Komponist                       |
| 2013 | Auf der Suche nach mir                       | Helene Fischer                             | Komponist, Produzent            |
| 1992 | Auf einer Insel am Ende der Welt             | Stefanie Hertel                            | Komponist, Produzent            |
| 2006 | Auf einer Insel tief in mir                  | Kastelruther Spatzen                       | Komponist                       |
| 2009 | Auf zu neuen Ufern                           | Geschwister Hofmann                        | Komponist, Produzent            |
| 1997 | Augen zu und ab durch die Mitte              | Michelle                                   | Komponist, Produzent            |
| 1995 | Aus der Hölle zu den Sternen                 | Kristina Bach                              | Komponist, Produzent            |
| 2001 | Aus diesem Frosch wird nie ein Prinz         | Oliver Thomas                              | Komponist, Produzent            |
| 1990 | Aus Tränen wird ein Schmetterling            | Nockalm Quintett                           | Komponist                       |
| 1994 | Avanti, avanti                               | Kristina Bach                              | Komponist, Produzent            |
| 2009 | Avanti, avanti                               | Laura Lynn                                 | Komponist                       |
| 2007 | Ave Maria (heut sind so viele ganz allein)   | Helene Fischer                             | Komponist, Produzent            |

## B
| Jahr | Titel                              | Interpret                  | Funktion                |
| ---- | ---------------------------------- | -------------------------- | ----------------------- |
| 1999 | Baby Blue                          | André Stade                | Komponist, Co-Produzent |
| 1992 | Ballerina                          | Tanja Jonak                | Produzent               |
| 1998 | Banana Joe                         | Fernando Express           | Komponist, Produzent    |
| 2002 | Barca Bianca                       | Fernando Express           | Komponist, Produzent    |
| 2000 | Barcarole romantica                | Fernando Express           | Komponist, Produzent    |
| 2005 | Barfuss bis ans Ende der Welt      | Fernando Express           | Komponist, Produzent    |
| 1993 | Bei uns daheim                     | Geschwister Hofmann        | Komponist, Produzent    |
| 2009 | Beim Träumen ist alles erlaubt     | Helene Fischer             | Komponist, Produzent    |
| 1974 | Bella Italia                       | James Last                 | Co-Komponist            |
| 2012 | Bella Italia                       | Patrizio Buanne            | Co-Komponist            |
| 2013 | Bella Italia                       | Marjolein & De Pitaboys    | Co-Komponist            |
| 1979 | Benito, der Clown                  | Norman Sanders             | Komponist, Produzent    |
| 2003 | Berühr’ mich - verführ’ mich       | Oliver Thomas              | Komponist, Produzent    |
| 2013 | Bevor du fällst, fang ich dich auf | Peter Michael              | Komponist, Produzent    |
| 1981 | Billy’s Barbeque                   | Arabesque                  | Komponist               |
| 1991 | Bis dass der Tod uns scheidet      | Kastelruther Spatzen       | Komponist               |
| 2002 | Bis zur nächsten Ewigkeit          | Michael Morgan             | Komponist, Produzent    |
| 1995 | Bist du auch allein heut’ Nacht    | Patrick Lindner            | Komponist, Produzent    |
| 2000 | Bitte lächeln                      | Stefanie Hertel            | Komponist               |
| 1980 | Black Out                          | Arabesque                  | Komponist               |
| 1972 | Bleib doch steh’n                  | Die Flippers               | Produzent               |
| 1998 | Bleib hier heut’ Nacht             | André Stade                | Komponist, Co-Produzent |
| 1972 | Bleib mir treu                     | Die Flippers               | Produzent               |
| 1988 | Bleib’ nicht wach wegen mir        | Andy Borg                  | Komponist, Produzent    |
| 2003 | Blonde Siebzehn                    | Oliver Thomas              | Komponist, Produzent    |
| 1975 | Blue Angel                         | Harry Lindenau             | Komponist               |
| 2000 | Blue Angel                         | Michelle                   | Komponist, Produzent    |
| 1996 | Blumen, die im Herzen blüh’n       | Kastelruther Spatzen       | Komponist               |
| 1998 | Böse Buben suchen brave Mädchen    | Geschwister Hofmann        | Komponist, Produzent    |
| 2002 | Bolero d’amore                     | Fernando Express           | Komponist, Produzent    |
| 1980 | Born to Reggae                     | Arabesque                  | Komponist               |
| 1993 | Bossa nova                         | Michelle                   | Komponist, Produzent    |
| 1977 | Buggy Boy                          | Arabesque                  | Komponist               |
| 1971 | Butterfly (Deutsche Version)       | Pierre Rouge               | Texter                  |
| 1972 | Butterfly (Deutsche Version)       | The Mike Curb Congregation | Texter                  |
| 2001 | Butterfly (Deutsche Version)       | Oliver Thomas              | Texter, Produzent       |
| 1979 | Bye Bye                            | Mariella                   | Komponist               |
| 1998 | Bye Bye Corinna                    | Oliver Thomas              | Komponist, Produzent    |
| 1983 | Bye Bye Superman                   | Arabesque                  | Komponist               |
| 1978 | Bye Bye Bella Señorita             | Die Flippers               | Komponist, Produzent    |
| 1980 | Bye, Bye My Love                   | Arabesque                  | Komponist               |

## C
| Jahr | Titel                            | Interpret                                  | Funktion             |
| ---- | -------------------------------- | ------------------------------------------ | -------------------- |
| 1989 | C’est la vie, mon chérie         | Jessica                                    | Komponist, Produzent |
| 1997 | C’est la vie, chérie             | Michelle                                   | Komponist, Produzent |
| 1982 | Caballero                        | Arabesque                                  | Komponist            |
| 1992 | Caballero Caballero              | Kristina Bach                              | Komponist, Produzent |
| 1975 | California                       | Die Flippers                               | Produzent            |
| 1993 | Camping                          | Stefanie Hertel                            | Komponist, Produzent |
| 1992 | Canzone di luna                  | Fernando Express                           | Komponist, Produzent |
| 1994 | Capitano                         | Fernando Express                           | Komponist, Produzent |
| 1995 | Capri im Schnee                  | Patrick Lindner                            | Komponist, Produzent |
| 2013 | Captain meiner Seele             | Helene Fischer                             | Komponist, Produzent |
| 1992 | Caribian Blues                   | Fernando Express                           | Komponist, Produzent |
| 2001 | Carneval Brazil                  | Oliver Thomas                              | Komponist, Produzent |
| 1972 | Caroline                         | Danyel Gérard                              | Texter               |
| 1976 | Carry Ann                        | Die Flippers                               | Produzent            |
| 2000 | Casanova                         | Fernando Express                           | Komponist, Produzent |
| 1978 | Catch Me Tiger                   | Arabesque                                  | Komponist            |
| 1990 | Charly                           | Kristina Bach                              | Komponist, Produzent |
| 1990 | Charly                           | Tanzorchester Felix Gary mit Kristina Bach | Komponist            |
| 1989 | Chinatown                        | Claudia Jung                               | Co-Komponist         |
| 1988 | Ciao ciao felicità               | Andy Borg                                  | Komponist, Produzent |
| 1998 | Ciao ciao Hotel Mama             | Stefanie Hertel                            | Komponist, Produzent |
| 1974 | Cindy, tanz’ doch einmal mit mir | Die Flippers                               | Produzent            |
| 1979 | City Cats                        | Arabesque                                  | Komponist            |
| 2004 | Coconut & Calypso                | Fernando Express                           | Komponist, Produzent |
| 2011 | Copilot                          | Helene Fischer                             | Komponist, Produzent |
| 1977 | Costa del amor                   | Die Flippers                               | Produzent            |

## D
| Jahr | Titel                                                                               | Interpret                                                                                            | Funktion                   |
| ---- | ----------------------------------------------------------------------------------- | --- | -------------------------- |
| 1997 | Da fiel ein Engel aus den Sternen                                                   | Oliver Thomas                                                                                        | Komponist, Produzent       |
| 1993 | Da war das Feuer einer Sommernacht                                                  | Kristina Bach                                                                                        | Komponist, Produzent       |
| 1991 | Da war die Sonne in deinen Augen                                                    | Kastelruther Spatzen                                                                                 | Komponist                  |
| 1992 | Da wo die Flamingos sind                                                            | Fernando Express                                                                                     | Komponist, Produzent       |
| 1980 | Daddy’s kleines Mädchen                                                             | Die Flippers                                                                                         | Komponist, Produzent       |
| 1997 | Daheim in Kastelruth                                                                | Kastelruther Spatzen                                                                                 | Komponist                  |
| 1999 | Daheim ist immer da, wo du bist                                                     | Stefanie Hertel & Stefan Mross                                                                       | Komponist, Produzent       |
| 1992 | Damals                                                                              | Didi Robinson                                                                                        | Komponist, Produzent       |
| 1997 | Damals                                                                              | Stefan Moll                                                                                          | Komponist                  |
| 2007 | Damenwahl                                                                           | Geschwister Hofmann                                                                                  | Komponist, Produzent       |
| 1983 | Dance Dance Dance                                                                   | Arabesque                                                                                            | Komponist                  |
| 1979 | Dancing in the Fire of Love                                                         | Arabesque                                                                                            | Komponist                  |
| 1995 | Danke für die kleinen Träume                                                        | Patrick Lindner                                                                                      | Komponist, Produzent       |
| 1995 | Dann bist du für mich da                                                            | Kristina Bach                                                                                        | Komponist, Produzent       |
| 1994 | Dann hat der Herrgott die Maderln gemacht                                           | Die Kohlhofers                                                                                       | Komponist, Produzent       |
| 1973 | Dann kommt der Sonnenschein                                                         | Adam & Eve                                                                                           | Komponist                  |
| 1989 | Dann muaß i hoam                                                                    | Patrick Lindner                                                                                      | Komponist, Produzent       |
| 1975 | Dann singt die Nachtigall ihr Lied                                                  | Die Flippers                                                                                         | Komponist, Produzent       |
| 2007 | Das 1x1 der Liebe                                                                   | Fernando Express                                                                                     | Komponist, Produzent       |
| 2008 | Das absolute Herzgefühl                                                             | Helene Fischer                                                                                       | Komponist, Produzent       |
| 1983 | Das andere Gesicht                                                                  | Costa Cordalis                                                                                       | Co-Komponist, Co-Produzent |
| 2005 | Das Einmaleins der Zärtlichkeit                                                     | Oliver Thomas                                                                                        | Komponist, Produzent       |
| 1995 | Das erste Gebot ist die Liebe                                                       | Kastelruther Spatzen                                                                                 | Komponist                  |
| 1997 | Das ewige Spiel mit dem Feuer                                                       | Die Paldauer                                                                                         | Komponist                  |
| 2008 | Das Feuer der Sterne                                                                | Fernando Express                                                                                     | Komponist, Produzent       |
| 1989 | Das Feuer von Rhodos                                                                | Die Paldauer                                                                                         | Komponist, Produzent       |
| 1987 | Das Feuer, das sich Liebe nennt                                                     | Albin Berger                                                                                         | Komponist, Produzent       |
| 2010 | Das fühlt sich gut an                                                               | Stefanie Hertel                                                                                      | Komponist, Produzent       |
| 1990 | Das Gefühl Geborgenheit                                                             | Patrick Lindner                                                                                      | Komponist, Produzent       |
| 1995 | Das Geheimnis der Sterne                                                            | Geschwister Hofmann                                                                                  | Komponist, Produzent       |
| 1996 | Das Glück der Erde                                                                  | Geschwister Hofmann                                                                                  | Komponist, Produzent       |
| 1992 | Das Glück ist ein seltsames Vogerl                                                  | Patrick Lindner                                                                                      | Komponist, Produzent       |
| 1996 | Das grosse Los ist meistens schon gezogen                                           | Geschwister Hofmann                                                                                  | Komponist, Produzent       |
| 1999 | Das hat der Himmel gut gemacht                                                      | Stefanie Hertel & Stefan Mross                                                                       | Komponist, Produzent       |
| 1998 | Das Herz der kleinen Stadt                                                          | Stefanie Hertel                                                                                      | Komponist, Produzent       |
| 2007 | Das Karussell in meinem Bauch                                                       | Helene Fischer                                                                                       | Komponist, Produzent       |
| 2007 | Das kleine Glück ist überall                                                        | Patrick Lindner                                                                                      | Komponist, Produzent       |
| 1979 | Das kleine Haus am Meer                                                             | Costa Cordalis                                                                                       | Co-Komponist               |
| 2005 | Das Lächeln des Sommers                                                             | Fernando Express                                                                                     | Komponist, Produzent       |
| 1991 | Das Lächeln einer Sommernacht                                                       | Die Paldauer                                                                                         | Komponist, Co-Produzent    |
| 1974 | Das Leben fängt erst eben für dich an                                               | Paul Da Vinci                                                                                        | Co-Komponist               |
| 2007 | Das Leben hautnah spür’n                                                            | Geschwister Hofmann                                                                                  | Komponist, Produzent       |
| 1974 | Das Leben ist doch viel zu schön                                                    | Die Flippers                                                                                         | Produzent                  |
| 2000 | Das Leben ist zu kurz zum Traurigsein                                               | Stefanie Hertel                                                                                      | Komponist, Produzent       |
| 2004 | Das Leben schreibt unter die Haut                                                   | Geschwister Hofmann                                                                                  | Komponist, Produzent       |
| 2009 | Das letzte Wort hat die Liebe                                                       | Helene Fischer                                                                                       | Komponist, Produzent       |
| 1994 | Das Lied der Mariachis                                                              | Fernando Express                                                                                     | Komponist, Produzent       |
| 1972 | Das macht die Liebe allein                                                          | Adam & Eve                                                                                           | Komponist                  |
| 1996 | Das Mädchen ohne Namen (Bitte melde dich!)                                          | Kastelruther Spatzen                                                                                 | Komponist                  |
| 1992 | Das Märchen der weißen Lagune                                                       | Fernando Express                                                                                     | Komponist, Produzent       |
| 2008 | Das Märchen von Arcadia                                                             | Fernando Express                                                                                     | Komponist, Produzent       |
| 2008 | Das Meer der Zärtlichkeit                                                           | Fernando Express                                                                                     | Komponist, Produzent       |
| 2005 | Das Paradies hat deinen Namen                                                       | Oliver Thomas                                                                                        | Komponist, Produzent       |
| 2010 | Das Paradies in deinen Augen                                                        | Stefanie Hertel                                                                                      | Komponist, Produzent       |
| 2003 | Das Paradies ist nicht verlor’n                                                     | Geschwister Hofmann                                                                                  | Komponist, Produzent       |
| 1991 | Das Rätsel der Gefühle                                                              | Tanja Jonak                                                                                          | Komponist, Produzent       |
| 1975 | Das Schönste im Leben                                                               | Die Flippers                                                                                         | Komponist, Produzent       |
| 1992 | Das verlorene Lächeln                                                               | Didi Robinson                                                                                        | Komponist, Produzent       |
| 2010 | Das verlorene Lächeln                                                               | Patrick Lindner                                                                                      | Komponist                  |
| 1975 | Das Wandern ist des Müllers Lust / Wem Gott will rechte Gunst erweisen / Muß i denn | Die Flippers                                                                                         | Produzent                  |
| 1989 | Das Wunder von Isola Bella                                                          | Roland B.                                                                                            | Komponist                  |
| 1995 | Das Wunder von Santa Maria                                                          | Geschwister Hofmann                                                                                  | Komponist, Produzent       |
| 2005 | Das Zauberwort heisst Liebe                                                         | Marianne & Michael                                                                                   | Komponist, Produzent       |
| 1990 | Das Zipferl vom Glück                                                               | Karl Moik                                                                                            | Komponist, Produzent       |
| 2011 | De sleutel van mijn hart                                                            | Lindsay                                                                                              | Komponist                  |
| 2007 | De zon, ze schijnt voor iedereen                                                    | Jo Vally                                                                                             | Komponist                  |
| 2003 | Dein Herz ist eine Traumfabrik                                                      | Geschwister Hofmann                                                                                  | Komponist, Produzent       |
| 1995 | Dein kleiner Engel schweigt                                                         | Michelle                                                                                             | Komponist, Produzent       |
| 1990 | Dein kloaner Bua                                                                    | Patrick Lindner                                                                                      | Komponist, Produzent       |
| 1998 | Dein Püppchen tanzt nicht mehr                                                      | Michelle                                                                                             | Komponist, Produzent       |
| 1994 | Deine unverschämte Zärtlichkeit                                                     | Kristina Bach                                                                                        | Komponist, Produzent       |
| 2006 | Deinetwegen                                                                         | Geschwister Hofmann                                                                                  | Komponist, Produzent       |
| 2002 | Den Träumen schlägt keine Stunde                                                    | Fernando Express                                                                                     | Komponist, Produzent       |
| 1980 | Denn ein Bild kann nicht reden                                                      | Die Flippers                                                                                         | Komponist, Produzent       |
| 1981 | Der alte Mann und das Meer                                                          | Nicole                                                                                               | Komponist                  |
| 1993 | Der alte Mann und das Meer                                                          | Dana Winner (Songtitel: De oude man en de zee)                                                       | Komponist                  |
| 2009 | Der alte Mann und das Meer                                                          | The Sunsets (Songtitel: De oude man en de zee)                                                       | Komponist                  |
| 2010 | Der alte Mann und das Meer                                                          | Freddy en Cindy (Songtitel: De oude man en de zee)                                                   | Komponist                  |
| 1991 | Der Anti-Sorgen-Walzer                                                              | Patrick Lindner                                                                                      | Komponist, Produzent       |
| 2013 | Der Augenblick                                                                      | Helene Fischer                                                                                       | Komponist, Produzent       |
| 1991 | Der Bua passt nur in d’ Lederhosen nei                                              | Marianne & Michael                                                                                   | Komponist, Produzent       |
| 1995 | Der Engel vom Marienhof                                                             | Geschwister Hofmann                                                                                  | Komponist, Produzent       |
| 2001 | Der Engel vom Marienhof                                                             | Alpentrio Tirol                                                                                      | Komponist                  |
| 1989 | Der erste Tag nach der Ewigkeit                                                     | Die Paldauer                                                                                         | Komponist, Produzent       |
| 2013 | Der ganze Himmel ist noch frei                                                      | Kastelruther Spatzen                                                                                 | Komponist                  |
| 1992 | Der gute Geist der Berge                                                            | Die Zillertaler                                                                                      | Komponist                  |
| 1975 | Der Hafen der einsamen Träume                                                       | Costa Cordalis                                                                                       | Texter                     |
| 1995 | Der Junge von San Angelo                                                            | Geschwister Hofmann                                                                                  | Komponist, Produzent       |
| 1993 | Der kleine Prinz vom andern Stern                                                   | Stefanie Hertel                                                                                      | Komponist, Produzent       |
| 1994 | Der König von Hawaii                                                                | Fernando Express                                                                                     | Komponist, Produzent       |
| 1998 | Der leise Wind vom Fudschijama                                                      | Geschwister Hofmann                                                                                  | Komponist, Produzent       |
| 1998 | Der letzte Akkord                                                                   | Michelle                                                                                             | Komponist, Produzent       |
| 1990 | Der Liebe Gott hat immer Zeit                                                       | Patrick Lindner                                                                                      | Komponist, Produzent       |
| 2002 | Der letzte Flamenco                                                                 | Fernando Express                                                                                     | Komponist, Produzent       |
| 1992 | Der Maler und das Mädchen                                                           | Kastelruther Spatzen                                                                                 | Komponist                  |
| 1993 | Der Mann der aus der Kälte kam                                                      | Kristina Bach                                                                                        | Komponist, Produzent       |
| 1991 | Der Mensch in dir                                                                   | Patrick Lindner                                                                                      | Komponist, Produzent       |
| 1991 | Der Mond von Yokohama                                                               | Die Paldauer                                                                                         | Komponist, Co-Produzent    |
| 2003 | Der Ohrwurm                                                                         | Oliver Thomas                                                                                        | Komponist, Produzent       |
| 1993 | Der rote Diamant                                                                    | Kastelruther Spatzen                                                                                 | Komponist                  |
| 2005 | Der rote Diamant                                                                    | Leonard                                                                                              | Komponist                  |
| 2008 | Der rote Mond von Agadir                                                            | Fernando Express                                                                                     | Komponist, Produzent       |
| 1979 | Der Rum von Barbados                                                                | Gaby Baginsky                                                                                        | Co-Komponist, Co-Texter    |
| 1975 | Der Schlüssel zum Paradies                                                          | Roger Baaten                                                                                         | Komponist                  |
| 1994 | Der Sommer mit Veronika                                                             | Patrick Lindner                                                                                      | Komponist, Produzent       |
| 1992 | Der Sommerwind will keine Tränen seh’n                                              | Nockalm Quintett                                                                                     | Komponist                  |
| 2006 | Der Stoff, aus dem Gefühle sind                                                     | Angelika Milster                                                                                     | Komponist                  |
| 1991 | Der Tag, an dem die Blumen weinten                                                  | Kastelruther Spatzen                                                                                 | Komponist                  |
| 2003 | Der Tag, an dem du gehst                                                            | Kastelruther Spatzen                                                                                 | Komponist                  |
| 1996 | Der Tag, an dem die Sonne wiederkam                                                 | Fernando Express                                                                                     | Komponist, Produzent       |
| 1988 | Der Traum von ewiger Liebe                                                          | Patrick Lindner                                                                                      | Komponist, Produzent       |
| 1990 | Der verlassene Tannenbaum (Ein Lied für einen Tannenbaum)                           | Patrick Lindner                                                                                      | Komponist, Produzent       |
| 1999 | Der verlorene Sohn kehrt heim                                                       | Kastelruther Spatzen                                                                                 | Komponist                  |
| 2006 | Der Weg ist das Ziel                                                                | Angelika Milster                                                                                     | Komponist                  |
| 2004 | Der Zauber einer Sommernacht                                                        | Sheila                                                                                               | Komponist, Produzent       |
| 2003 | Der Zauber von Afrika                                                               | Geschwister Hofmann                                                                                  | Komponist, Produzent       |
| 2007 | Der Zug ist längst nicht abgefahr’n                                                 | Patrick Lindner                                                                                      | Komponist, Produzent       |
| 1990 | Des derf net wahr sein                                                              | Manuela Sükar                                                                                        | Komponist, Produzent       |
| 1990 | Des is a Wahnsinn                                                                   | Patrick Lindner                                                                                      | Komponist, Produzent       |
| 1974 | Desirée                                                                             | Die Flippers                                                                                         | Produzent                  |
| 1989 | Desirée                                                                             | Frank Pavell                                                                                         | Komponist                  |
| 2010 | Deze nacht mag eeuwig duren                                                         | Lindsay & The Sunsets                                                                                | Komponist                  |
| 1982 | Dich berühren                                                                       | Costa Cordalis                                                                                       | Co-Produzent               |
| 1988 | Dich zu lieben, dir gehör’n                                                         | Albin Berger                                                                                         | Komponist                  |
| 1992 | Die alte Birke darf nicht sterben                                                   | Stefanie Hertel                                                                                      | Komponist, Produzent       |
| 1991 | Die alte Dame auf der Bank                                                          | Kastelruther Spatzen                                                                                 | Komponist                  |
| 2013 | Die Biene Maja                                                                      | Helene Fischer                                                                                       | Produzent                  |
| 2000 | Die ersten Rosen verblühen nie                                                      | Geschwister Hofmann                                                                                  | Komponist, Produzent       |
| 1990 | Die ersten Tränen trocknen nie                                                      | Olaf Berger                                                                                          | Komponist, Produzent       |
| 1973 | Die Gedanken sind frei                                                              | Karel Gott                                                                                           | Komponist                  |
| 1977 | Die Gitarre geb’ ich niemals her                                                    | Martin Mann                                                                                          | Co-Komponist               |
| 1977 | Die Herren mit der weißen Weste                                                     | Medium-Terzett                                                                                       | Komponist                  |
| 1993 | Die Herzen auf, die Musi kommt                                                      | Stefan Mross                                                                                         | Komponist                  |
| 2000 | Die Hölle ist heiß                                                                  | Michelle                                                                                             | Komponist, Produzent       |
| 2011 | Die Hölle morgen früh                                                               | Helene Fischer                                                                                       | Komponist, Produzent       |
| 2012 | Die Hölle morgen früh                                                               | Laura Lynn (Songtitel: Ik trek het mij niet aan)                                                     | Komponist                  |
| 2002 | Die Insel der verlorenen Träume                                                     | Fernando Express                                                                                     | Komponist, Produzent       |
| 1998 | Die Insel Romantica                                                                 | Geschwister Hofmann                                                                                  | Komponist, Produzent       |
| 2000 | Die kleine Ewigkeit bis morgen                                                      | Stefanie Hertel                                                                                      | Komponist, Produzent       |
| 2003 | Die kleine Insel Zärtlichkeit                                                       | Nockalm Quintett                                                                                     | Komponist                  |
| 1980 | Die kleine Stadt                                                                    | Paola                                                                                                | Texter                     |
| 1990 | Die kleinen Dinge des Lebens                                                        | Patrick Lindner                                                                                      | Komponist, Produzent       |
| 1991 | Die Kloane aus der letzten Bank                                                     | Patrick Lindner                                                                                      | Komponist, Produzent       |
| 1989 | Die kloane Tür zum Paradies                                                         | Patrick Lindner                                                                                      | Komponist, Produzent       |
| 1989 | Die kloane Tür zum Paradies                                                         | Marianne & Michael                                                                                   | Komponist                  |
| 1993 | Die kloane Tür zum Paradies                                                         | Stefan Mross                                                                                         | Komponist                  |
| 1999 | Die Kraft der Träume                                                                | Stefanie Hertel & Stefan Mross                                                                       | Komponist, Produzent       |
| 2006 | Die Krone der Schöpfung                                                             | Geschwister Hofmann                                                                                  | Komponist, Produzent       |
| 1989 | Die letzten Flamingos                                                               | Michael Larsen                                                                                       | Komponist, Produzent       |
| 1991 | Die liebe Familie                                                                   | Stefanie Hertel                                                                                      | Komponist, Produzent       |
| 1976 | Die Liebe ist wie ein Garten                                                        | Die Flippers                                                                                         | Komponist, Produzent       |
| 2003 | Die Macht der Gefühle                                                               | Geschwister Hofmann                                                                                  | Komponist, Produzent       |
| 1991 | Die Nacht der 1000 Sonnen                                                           | Die Paldauer                                                                                         | Komponist, Co-Produzent    |
| 1980 | Die Nacht der tausend Rosen                                                         | Die Flippers                                                                                         | Komponist, Produzent       |
| 2012 | Die Nacht der tausend Rosen                                                         | Albin Berger                                                                                         | Komponist                  |
| 1989 | Die Nacht von Torremolinos                                                          | Tanja Jonak                                                                                          | Komponist, Produzent       |
| 1979 | Die Nacht, als Charly Joker kam                                                     | Die Flippers                                                                                         | Produzent                  |
| 2001 | Die Nacht, als der Himmel brannte                                                   | Geschwister Hofmann                                                                                  | Komponist, Produzent       |
| 1996 | Die Nacht, die es nie gab                                                           | Patrick Lindner                                                                                      | Komponist, Produzent       |
| 2006 | Die Sonne ist für alle da                                                           | Patrick Lindner                                                                                      | Komponist, Produzent       |
| 2009 | Die Sonne kann warten                                                               | Helene Fischer                                                                                       | Komponist, Produzent       |
| 2004 | Die Sonne von Capri                                                                 | Fernando Express                                                                                     | Komponist, Produzent       |
| 1994 | Die Sterne von Santa Elena                                                          | Fernando Express                                                                                     | Komponist, Produzent       |
| 2004 | Die Stimme der Sehnsucht                                                            | Sheila                                                                                               | Komponist, Produzent       |
| 1990 | Die Stimme des Herzens                                                              | Patrick Lindner                                                                                      | Komponist, Produzent       |
| 1977 | Die süßen Trauben hängen hoch                                                       | Costa Cordalis                                                                                       | Texter                     |
| 1977 | Die süßen Trauben hängen hoch                                                       | Ambros Seelos (Songtitel: Die süssen Trauben hängen hoch / Bye-Bye, Bel-Ami / Yes Sir, I Can Boogie) | Co-Komponist               |
| 1977 | Die Tochter vom Schmied                                                             | Martin Mann                                                                                          | Co-Komponist, Texter       |
| 2004 | Die Tränen der Sonne                                                                | Kastelruther Spatzen                                                                                 | Komponist                  |
| 1995 | Die Tränen einer Rose                                                               | Kastelruther Spatzen                                                                                 | Komponist                  |
| 1977 | Die Unschuld vom Lande                                                              | Die Flippers                                                                                         | Komponist, Produzent       |
| 1998 | Die weiße Braut der Berge                                                           | Kastelruther Spatzen                                                                                 | Komponist                  |
| 2000 | Die weissen Segel von Santa Monica                                                  | Fernando Express                                                                                     | Komponist, Produzent       |
| 1990 | Die Welt hört net auf am Gartenzaun                                                 | Manuela Sükar                                                                                        | Komponist, Produzent       |
| 1994 | Die Welt ist voll Bananenschal’n                                                    | Wolfgang Edenharder & Isabella                                                                       | Komponist, Produzent       |
| 1999 | Die Zärtlichkeit der Jahre                                                          | Kastelruther Spatzen                                                                                 | Komponist                  |
| 2008 | Die Zauberinsel                                                                     | Fernando Express                                                                                     | Komponist, Produzent       |
| 2004 | Die Zehn Gebote der Liebe                                                           | Fernando Express                                                                                     | Komponist, Produzent       |
| 1993 | Die Zeit der Gummibärchen                                                           | Marianne & Michael                                                                                   | Komponist, Produzent       |
| 1982 | Die Zeit ist reif                                                                   | Die Flippers                                                                                         | Produzent                  |
| 1982 | Discover Me                                                                         | Arabesque                                                                                            | Komponist                  |
| 2005 | Diese Nacht wird lang                                                               | Oliver Thomas                                                                                        | Komponist, Produzent       |
| 1995 | Dieses 100 000-Volt-Gefühl                                                          | Michelle                                                                                             | Komponist, Produzent       |
| 2009 | Doch ich bereu’ dich nicht                                                          | Helene Fischer                                                                                       | Komponist, Produzent       |
| 1994 | Doch wenn du einen Engel willst                                                     | Kristina Bach                                                                                        | Komponist, Produzent       |
| 1988 | Doch wenn es Nacht wird                                                             | Claudia Jung                                                                                         | Co-Komponist               |
| 1998 | Dolce fare niente                                                                   | Fernando Express                                                                                     | Komponist, Produzent       |
| 2007 | Dolomitenfeuer                                                                      | Kastelruther Spatzen                                                                                 | Komponist                  |
| 1982 | Don’t Fall Away from Me                                                             | Arabesque                                                                                            | Komponist                  |
| 1981 | Don’t Fly Too High                                                                  | Nicole                                                                                               | Komponist                  |
| 1979 | Don’t Kiss a Crocodile                                                              | Arabesque                                                                                            | Komponist                  |
| 1982 | Don’t Wait for a Sailor                                                             | Arabesque                                                                                            | Komponist                  |
| 1982 | Donna Mexicana                                                                      | Die Flippers                                                                                         | Produzent                  |
| 1995 | Dornröschen ist aufgewacht                                                          | Michelle                                                                                             | Komponist, Produzent       |
| 1990 | Draussen weht ein kalter Wind                                                       | Olaf Berger                                                                                          | Komponist, Produzent       |
| 1984 | Dreamin’                                                                            | Arabesque                                                                                            | Komponist                  |
| 2002 | Drei Dinge braucht ein Mann                                                         | Michael Morgan                                                                                       | Komponist, Produzent       |
| 1992 | Drei kleine grosse Worte                                                            | Michelle                                                                                             | Komponist, Produzent       |
| 1972 | Du bist da                                                                          | Danyel Gérard                                                                                        | Texter                     |
| 2013 | Du bist das Gefühl                                                                  | Peter Michael                                                                                        | Komponist, Produzent       |
| 1991 | Du bist der Mann (You Are the One)                                                  | Nicole                                                                                               | Co-Komponist               |
| 2010 | Du bist der Morgen                                                                  | Geschwister Hofmann                                                                                  | Komponist, Produzent       |
| 1997 | Du bist der Ozean                                                                   | Oliver Thomas                                                                                        | Komponist, Produzent       |
| 1995 | Du bist der Wind in meinen Segeln                                                   | Fernando Express                                                                                     | Komponist, Produzent       |
| 2005 | Du bist ein ungelöstes Rätsel                                                       | Die Flippers                                                                                         | Komponist                  |
| 1975 | Du bist eine unter vielen                                                           | Bata Illic                                                                                           | Komponist                  |
| 1996 | Du bist Feuer und Wasser                                                            | Geschwister Hofmann                                                                                  | Komponist, Produzent       |
| 2007 | Du bist für mich der grösste                                                        | Patrick Lindner                                                                                      | Komponist, Produzent       |
| 1998 | Du bist gar nicht mein Typ                                                          | André Stade                                                                                          | Komponist, Co-Produzent    |
| 1995 | Du bist mein kleines Geheimnis                                                      | Stefanie Hertel                                                                                      | Komponist, Produzent       |
| 2001 | Du bist mein Robinson                                                               | Geschwister Hofmann                                                                                  | Komponist, Produzent       |
| 2005 | Du bist mein schönstes Gefühl                                                       | Fernando Express                                                                                     | Komponist, Produzent       |
| 2007 | Du bist mein tägliches Wunder                                                       | Fernando Express                                                                                     | Komponist, Produzent       |
| 2004 | Du bist mir tausend Sünden wert                                                     | Fernando Express                                                                                     | Komponist, Produzent       |
| 1979 | Du bist nicht frei                                                                  | Ingrid Peters                                                                                        | Komponist                  |
| 1971 | Du bist schön wie Mona Lisa                                                         | Die Flippers                                                                                         | Produzent                  |
| 2004 | Du bist verrückt, dass du mich liebst                                               | Kristina Bach                                                                                        | Komponist, Produzent       |
| 2009 | Du bist verrückt, dass du mich liebst                                               | Nathalie Tané (Songtitel: Elke keer (als jij me kust))                                               | Co-Komponist               |
| 1998 | Du darfst (trau dich doch)                                                          | André Stade                                                                                          | Komponist, Co-Produzent    |
| 2007 | Du fängst mich auf und lässt mich fliegen                                           | Helene Fischer                                                                                       | Komponist, Produzent       |
| 2000 | Du fehlt mir schon, bevor du gehst                                                  | Geschwister Hofmann                                                                                  | Komponist, Produzent       |
| 2003 | Du gehst ab wie eine Rakete                                                         | Oliver Thomas                                                                                        | Komponist, Produzent       |
| 1976 | Du gehst an mir vorbei                                                              | Die Flippers                                                                                         | Produzent                  |
| 2001 | Du gehst mir langsam unter die Haut                                                 | Kristina Bach                                                                                        | Komponist, Produzent       |
| 1996 | Du gehst unter die Haut                                                             | André Stade                                                                                          | Komponist, Co-Produzent    |
| 1998 | Du hast dich in mein Herz geküsst                                                   | Oliver Thomas                                                                                        | Komponist, Produzent       |
| 1980 | Du hast ein Haus, aber kein zuhause                                                 | Gaby Baginsky                                                                                        | Komponist                  |
| 1982 | Du hast im Schlaf seinen Namen genannt                                              | Albin Berger                                                                                         | Komponist, Produzent       |
| 2012 | Du hast im Schlaf seinen Namen genannt                                              | Mario & Christoph                                                                                    | Komponist                  |
| 2007 | Du hast mein Herz berührt                                                           | Helene Fischer                                                                                       | Komponist, Produzent       |
| 2009 | Du hast mein Herz berührt                                                           | Ricky King                                                                                           | Komponist                  |
| 1994 | Du hast mein Schweigen nicht gehört                                                 | Kristina Bach                                                                                        | Komponist, Produzent       |
| 2000 | Du hast meine Seele gestreichelt                                                    | Geschwister Hofmann                                                                                  | Komponist, Produzent       |
| 1995 | Du hast mir einen Traum geschenkt                                                   | Geschwister Hofmann                                                                                  | Komponist, Produzent       |
| 1992 | Du hast noch nie das Meer geseh’n (Fang zu leben an)                                | Didi Robinson                                                                                        | Komponist, Produzent       |
| 1996 | Du hast noch nie das Meer geseh’n (Fang zu leben an)                                | André Stade                                                                                          | Komponist, Co-Produzent    |
| 1998 | Du hast was berührt in mir                                                          | André Stade                                                                                          | Komponist, Co-Produzent    |
| 1996 | Du kannst halt so unverschämt lieb sein                                             | Geschwister Hofmann                                                                                  | Komponist, Produzent       |
| 1992 | Du kannst mi einfach gern hab’n                                                     | Patrick Lindner                                                                                      | Komponist, Produzent       |
| 2011 | Du kennst mich doch                                                                 | Helene Fischer                                                                                       | Komponist, Produzent       |
| 2006 | Du kommst mir viel zu nah                                                           | Angelika Milster                                                                                     | Komponist                  |
| 2009 | Du lässt mich sein, so wie ich bin                                                  | Helene Fischer                                                                                       | Komponist, Produzent       |
| 2010 | Du lässt mich sein, so wie ich bin                                                  | Helene Fischer (Songtitel: You Let Me Shine)                                                         | Komponist, Produzent       |
| 1992 | Du liebst ihn immer noch                                                            | Didi Robinson                                                                                        | Komponist, Produzent       |
| 2004 | Du machst eine Frau erst zur Frau                                                   | Kristina Bach                                                                                        | Komponist, Produzent       |
| 1997 | Du malst mir Sterne in die Augen                                                    | Michelle                                                                                             | Komponist, Produzent       |
| 1999 | Du reißt mich hin                                                                   | André Stade                                                                                          | Komponist, Co-Produzent    |
| 1991 | Du schaffst mi                                                                      | Patrick Lindner                                                                                      | Komponist, Produzent       |
| 1996 | Du sollst heut’ Nacht was schönes träumen                                           | Oliver Thomas                                                                                        | Komponist, Produzent       |
| 1996 | Du sollst kein Kind der Lüge sein                                                   | Kastelruther Spatzen                                                                                 | Komponist                  |
| 2006 | Du triffst mitten ins Herz                                                          | Helene Fischer                                                                                       | Komponist, Produzent       |
| 1977 | Du tust mir weh, wenn du weinst                                                     | Die Flippers                                                                                         | Produzent                  |
| 1998 | Du tust mir immer wieder gut                                                        | Geschwister Hofmann                                                                                  | Komponist, Produzent       |
| 1997 | Du und die, das geht nie                                                            | Michelle                                                                                             | Komponist, Produzent       |
| 1975 | Du und ich und zwei Träume                                                          | Shuki & Aviva                                                                                        | Komponist                  |
| 2002 | Du warst der Sommer                                                                 | Michael Morgan                                                                                       | Komponist, Produzent       |
| 2004 | Du warst mir alle Tränen wert                                                       | Geschwister Hofmann                                                                                  | Komponist, Produzent       |
| 2003 | Du wirst lachen - ich wein’ um dich                                                 | Oliver Thomas                                                                                        | Komponist, Produzent       |
| 1982 | Du, bin ich zu weit gegangen                                                        | Die Flippers                                                                                         | Produzent                  |
| 1973 | Du, da träum ich lang schon davon                                                   | Bernadette Offenbach                                                                                 | Komponist                  |
| 1975 | Du, du liegst mir im Herzen / Freut euch des Lebens                                 | Die Flippers                                                                                         | Produzent                  |
| 1980 | Du, ich fang noch einmal an                                                         | Die Flippers                                                                                         | Produzent                  |
| 1991 | Dürfen darf ma alles                                                                | Patrick Lindner                                                                                      | Komponist, Produzent       |
| 1972 | Dunja                                                                               | Rex Gildo                                                                                            | Komponist                  |
| 2010 | Durch Höhen und Tiefen                                                              | Geschwister Hofmann                                                                                  | Komponist, Produzent       |

## E
| Jahr | Titel                                       | Interpret                              | Funktion                |
| ---- | ------------------------------------------- | -------------------------------------- | ----------------------- |
| 1984 | Ecstasy                                     | Arabesque                              | Komponist               |
| 1989 | Eens was ik je beste vriend                 | Luc Steeno                             | Komponist               |
| 2013 | Ehrlich und klar                            | Helene Fischer                         | Komponist, Produzent    |
| 1993 | Ein bißchen näher zu dir                    | Kristina Bach                          | Komponist, Produzent    |
| 1990 | Ein bißchen November                        | Claudia Jung                           | Co-Komponist            |
| 2007 | Ein bisschen Waterloo                       | Geschwister Hofmann                    | Komponist, Produzent    |
| 2005 | Ein erfrorenes Herz braucht Liebe           | Oliver Thomas                          | Komponist, Produzent    |
| 2000 | Ein Fels in der Brandung                    | Geschwister Hofmann                    | Komponist, Produzent    |
| 1973 | Ein Glück, daß du mich lieb hast            | Bettina                                | Co-Komponist            |
| 1995 | Ein Herz für Danny                          | Geschwister Hofmann                    | Komponist, Produzent    |
| 1981 | Ein Herz für Pepe                           | Gaby Baginsky                          | Co-Komponist            |
| 2000 | Ein Herz und eine Seele                     | Geschwister Hofmann                    | Komponist, Produzent    |
| 1995 | Ein Herz voll Schmetterlinge                | Patrick Lindner                        | Komponist, Produzent    |
| 2008 | Ein kleiner Kuss (sagt mehr als 1000 Worte) | Stefanie Hertel                        | Komponist, Produzent    |
| 1992 | Ein kleines Feuer, das dich wärmt           | Patrick Lindner                        | Komponist, Produzent    |
| 2013 | Ein kleines Glück                           | Helene Fischer                         | Produzent               |
| 1988 | Ein kleines Stückchen Himmel                | Claudia Jung                           | Co-Komponist            |
| 2009 | Ein Kreuz und eine Rose                     | Kastelruther Spatzen                   | Komponist               |
| 2006 | Ein leises Glück in einer lauten Zeit       | Geschwister Hofmann                    | Komponist, Produzent    |
| 1999 | Ein Lied für dich                           | André Stade                            | Komponist, Co-Produzent |
| 1995 | Ein Lied für jeden Sonnenstrahl             | Stefanie Hertel & Stefan Mross         | Komponist, Produzent    |
| 1987 | Ein Mädchen das dem Freund gehört           | Andy Borg                              | Komponist, Produzent    |
| 1972 | Ein Mädchen wie dich muß man lieben         | Die Flippers                           | Produzent               |
| 2003 | Ein Mann in Lederhose                       | Geschwister Hofmann                    | Komponist, Produzent    |
| 1994 | Ein Mann wie ein Orkan (Mann oh Mann)       | Kristina Bach                          | Komponist, Produzent    |
| 1990 | Ein neues Jahr                              | Patrick Lindner                        | Komponist, Produzent    |
| 1974 | Ein Paradies auf Erden                      | Renate Kern                            | Komponist               |
| 1974 | Ein Paradies auf Erden                      | Michaela Mertens                       | Komponist               |
| 1973 | Ein Schiff mit weissen Segeln               | Manuela                                | Texter                  |
| 1999 | Ein Schneemann in der Sonne                 | Oliver Thomas                          | Komponist, Produzent    |
| 1988 | Ein schönes Gefühl                          | Claudia Jung                           | Co-Komponist            |
| 2005 | Ein spanisches Märchen                      | Fernando Express                       | Komponist, Produzent    |
| 1996 | Ein Stern am Himmel ist noch frei           | Patrick Lindner                        | Komponist, Produzent    |
| 1974 | Ein Stern geht auf                          | Adam & Eve                             | Komponist               |
| 2007 | Ein Wahnsinns-Glücksgefühl                  | Oliver Thomas                          | Komponist, Produzent    |
| 1997 | Ein Zeichen des Himmels                     | Oliver Thomas                          | Komponist, Produzent    |
| 1991 | Ein Zuhause gesucht                         | Stefanie Hertel                        | Komponist, Produzent    |
| 1991 | Eine Handvoll Herzlichkeit                  | Patrick Lindner                        | Komponist, Produzent    |
| 1994 | Eine Handvoll Sternenfunken                 | Kastelruther Spatzen                   | Komponist               |
| 1972 | Eine Liebe ohne Ende                        | Mark Ellis                             | Komponist               |
| 1995 | Eine Reise in die Zärtlichkeit              | Michelle                               | Komponist, Produzent    |
| 1989 | Eine Reise ins Licht                        | Claudia Jung                           | Co-Komponist            |
| 1999 | Eine Schlittenfahrt mit dem Weihnachtsmann  | Stefanie Hertel & Münchener Kinderchor | Komponist, Produzent    |
| 1992 | Eine weiße Rose                             | Kastelruther Spatzen                   | Komponist               |
| 2011 | Eine weiße Rose                             | Die Grubertaler                        | Komponist               |
| 1972 | Einer wird kommen                           | Tina York                              | Komponist               |
| 1989 | Einfach da zu sein                          | Albin Berger                           | Produzent               |
| 2007 | Einfach ein bisschen Sehnsucht              | Fernando Express                       | Komponist, Produzent    |
| 2004 | Einfach Lust auf Leben                      | Sheila                                 | Komponist, Produzent    |
| 2006 | Einfach reden oder so                       | Helene Fischer                         | Komponist, Produzent    |
| 2006 | Einfach reden oder so                       | Helene Fischer & Sean Reeves           | Komponist, Produzent    |
| 2009 | Einmal berührt - für immer verführt         | Helene Fischer                         | Komponist, Produzent    |
| 2008 | Einmal die Sonne berührn                    | Geschwister Hofmann                    | Komponist, Produzent    |
| 2003 | Einmal im Leben haut jeder daneben          | Geschwister Hofmann                    | Komponist, Produzent    |
| 1992 | Einmal im Leben wie Robinson sein           | Fernando Express                       | Komponist, Produzent    |
| 1978 | Einmal im Leben Zigeuner sein               | Cindy & Bert                           | Co-Komponist            |
| 1978 | Einmal ist besser als keinmal               | Bernadette Offenbach & Holger Terry    | Komponist               |
| 2013 | Einmal kommt ein kleines Wunder             | Kastelruther Spatzen                   | Komponist               |
| 1990 | Einmal noch mit dir                         | Patrick Lindner                        | Komponist, Produzent    |
| 1992 | Einsam in der Samstagnacht                  | Didi Robinson                          | Komponist, Produzent    |
| 2008 | Einsame Herzen                              | Monika Martin                          | Komponist               |
| 1972 | Einsamer Clown                              | Danyel Gérard                          | Texter                  |
| 2013 | Eintagsfliege                               | Peter Michael                          | Komponist, Produzent    |
| 2002 | El Gitano                                   | Fernando Express                       | Komponist, Produzent    |
| 1989 | Eldorado                                    | Kristina Bach                          | Komponist, Produzent    |
| 2003 | Emotionen                                   | Sheila                                 | Komponist, Produzent    |
| 1998 | Endstation du                               | André Stade                            | Komponist, Co-Produzent |
| 1988 | Endstation Sehnsucht                        | Andy Borg                              | Komponist, Produzent    |
| 1996 | Engel aus Eis                               | André Stade                            | Komponist, Co-Produzent |
| 2006 | Engel geh’n durchs Feuer                    | Helene Fischer                         | Komponist, Produzent    |
| 1997 | Engel gibt’s nur hinter den Wolken          | Michelle                               | Komponist, Produzent    |
| 2004 | Engel lügen nicht                           | Geschwister Hofmann                    | Komponist, Produzent    |
| 2004 | Entführ mich zu den Sternen                 | Geschwister Hofmann                    | Komponist, Produzent    |
| 1995 | Er nannte sie "My Baby Jane"                | Michelle                               | Komponist, Produzent    |
| 1993 | Er schenkte mir den Eiffelturm              | Kristina Bach                          | Komponist, Produzent    |
| 1980 | Er wär so gern ein Easy Rider               | Gaby Baginsky                          | Komponist               |
| 1992 | Er wär’ so gern’ ein Cowboy                 | Stefanie Hertel                        | Komponist, Produzent    |
| 1990 | Er war wie du                               | Claudia Jung                           | Co-Komponist            |
| 2004 | Erst du, dann du                            | Stefanie Hertel                        | Komponist, Produzent    |
| 1990 | Erst ein Cappuccino                         | Kristina Bach                          | Komponist, Produzent    |
| 2005 | Erst wenn's wehtut, ist es Liebe            | Oliver Thomas                          | Komponist, Produzent    |
| 1993 | Erste Sehnsucht                             | Michelle                               | Komponist, Produzent    |
| 2009 | Es gibt ihn also doch                       | Helene Fischer                         | Komponist, Produzent    |
| 2006 | Es gibt keinen Morgen danach                | Helene Fischer                         | Komponist, Produzent    |
| 1993 | Es gibt koan Baum, der in Himmel wachst     | Geschwister Hofmann                    | Komponist, Produzent    |
| 2010 | Es gibt nichts gutes, außer man tut es      | Stefanie Hertel & Stefan Mross         | Komponist, Produzent    |
| 2013 | Es gibt so wunderbare Lügen                 | Peter Michael                          | Komponist, Produzent    |
| 1998 | Es ist gut, dass es Freunde gibt            | Stefanie Hertel                        | Komponist, Produzent    |
| 2008 | Es ist immer wieder schön in deinen Armen   | Die Flippers                           | Komponist               |
| 1995 | Es ist nicht leicht, ein Mensch zu sein     | Patrick Lindner                        | Komponist, Produzent    |
| 1976 | Es ist nur eine Nacht deines Lebens         | Die Flippers                           | Texter, Produzent       |
| 1987 | Es kann Liebe sein                          | Andy Borg                              | Komponist, Produzent    |
| 1998 | Es muss ja nicht der ganze Himmel sein      | Geschwister Hofmann                    | Komponist, Produzent    |
| 1998 | Es muss ja nicht für immer sein             | André Stade                            | Komponist, Co-Produzent |
| 1975 | Es stieg ein Engel vom Olymp                | Costa Cordalis                         | Texter, Co-Produzent    |
| 1981 | Es war die Nacht der ersten Liebe           | Thomas Anders                          | Komponist               |
| 1994 | Es war einmal ein Edelweiss                 | Kastelruther Spatzen                   | Komponist               |
| 1993 | Es war einmal ein Schwalbenkind             | Stefanie Hertel                        | Komponist, Produzent    |
| 1997 | Es war einmal ein Traum                     | Geschwister Hofmann                    | Komponist, Produzent    |
| 1998 | Es war einmal in San Juan                   | Fernando Express                       | Komponist, Produzent    |
| 2002 | Es war ja bloß Liebe                        | Michael Morgan                         | Komponist, Produzent    |
| 1995 | Es war keine Nacht zuviel                   | Kristina Bach                          | Komponist, Produzent    |
| 1975 | Es waren zwei Königskinder                  | Die Flippers                           | Produzent               |
| 1990 | Es wird scho glei dumpa                     | Patrick Lindner                        | Produzent               |
| 1989 | Etwas für die Ewigkeit                      | Claudia Jung                           | Co-Komponist            |
| 2003 | Etwas für’s Herz                            | Geschwister Hofmann                    | Komponist, Produzent    |
| 2011 | Eeuwig                                      | Lindsay                                | Co-Komponist            |
| 1996 | Eviva la samba                              | Fernando Express                       | Komponist, Produzent    |
| 2008 | Ewig ist manchmal zu lang                   | Helene Fischer                         | Komponist, Produzent    |
| 2005 | Ewig wie ein Bergkristall                   | Kastelruther Spatzen                   | Komponist               |
| 2002 | Explosiv                                    | Michael Morgan                         | Komponist, Produzent    |

## F
| Jahr | Titel                                           | Interpret                                          | Funktion                   |
| ---- | ----------------------------------------------- | -------------------------------------------------- | -------------------------- |
| 1990 | Fang mich auf (Und wenn es wirklich Engel gibt) | Claudia Jung                                       | Co-Komponist               |
| 2004 | Fang’ meine Sehnsucht auf                       | Stefanie Hertel                                    | Komponist, Produzent       |
| 2010 | Fantasie                                        | Geschwister Hofmann                                | Komponist, Produzent       |
| 2007 | Fantasie hat Flügel                             | Helene Fischer                                     | Komponist, Produzent       |
| 1990 | Fantasy Island                                  | Ireen Sheer                                        | Komponist, Produzent       |
| 1991 | Farewell Kontiki                                | Fernando Express                                   | Komponist, Produzent       |
| 1996 | Fata Morgana                                    | Fernando Express                                   | Co-Komponist, Produzent    |
| 2003 | Fata Morgana der Sehnsucht                      | Mara Kayser                                        | Komponist                  |
| 2013 | Fehlerfrei                                      | Helene Fischer                                     | Komponist, Produzent       |
| 1991 | Ferien auf dem Bauernhof                        | Stefanie Hertel                                    | Komponist, Produzent       |
| 1978 | Feuer                                           | Ireen Sheer                                        | Co-Komponist, Co-Produzent |
| 1978 | Feuer                                           | Ireen Sheer (Songtitel: Fire)                      | Co-Komponist               |
| 1995 | Feuer, Wind & Eis                               | André Stade                                        | Komponist, Co-Produzent    |
| 2006 | Feuer am Horizont                               | Helene Fischer                                     | Komponist, Produzent       |
| 1990 | Feuer im ewigen Eis                             | Kastelruther Spatzen                               | Komponist                  |
| 1998 | Feuer und Flamme                                | Fernando Express                                   | Komponist, Produzent       |
| 1982 | Feuer verglüht mit der Zeit                     | Costa Cordalis                                     | Co-Komponist, Co-Produzent |
| 2013 | Feuerwerk                                       | Helene Fischer                                     | Komponist, Produzent       |
| 2000 | Fiesta cubana                                   | Fernando Express                                   | Komponist, Produzent       |
| 1990 | Flamenco                                        | Claudia Jung                                       | Co-Komponist               |
| 1980 | Flieg nicht so hoch, mein kleiner Freund        | Nicole                                             | Co-Komponist               |
| 1981 | Flieg nicht so hoch, mein kleiner Freund        | Bonnie St. Claire (Songtitel: Vlieg nooit te hoog) | Co-Komponist               |
| 1981 | Flieg nicht so hoch, mein kleiner Freund        | Orchester Udo Reichel                              | Co-Komponist               |
| 1982 | Flieg nicht so hoch, mein kleiner Freund        | Mike Krüger (Songtitel: Hitparade)                 | Komponist                  |
| 2009 | Flieg nicht so hoch, mein kleiner Freund        | Kathleen (Songtitel: Vlieg nooit te hoog)          | Komponist                  |
| 2010 | Flieg nicht so hoch, mein kleiner Freund        | Nicole feat. Olsen Brothers & Michael Hirte        | Komponist                  |
| 2011 | Flieg nicht so hoch, mein kleiner Freund        | Lara Bianca Fuchs                                  | Komponist                  |
| 2007 | Fliegen bis zum Regenbogen                      | Fernando Express                                   | Komponist, Produzent       |
| 2002 | Fliegst du mit mir zu den Sternen               | Kristina Bach                                      | Komponist, Produzent       |
| 1992 | Flügel in den Herzen                            | Tanja Jonak                                        | Komponist, Produzent       |
| 2000 | Flüstern im Wind                                | Michelle                                           | Komponist, Produzent       |
| 1987 | Fly Away Silver Cloud                           | D. D. Robinson                                     | Komponist, Produzent       |
| 1978 | Fly High, Little Butterfly                      | Arabesque                                          | Komponist                  |
| 1982 | Fool’s Paradise                                 | Arabesque                                          | Komponist                  |
| 1983 | For Your Smile                                  | Arabesque                                          | Komponist                  |
| 1990 | Fortuna, Fortuna                                | Kristina Bach                                      | Komponist, Produzent       |
| 2008 | Frag nicht wo und wann                          | Helene Fischer                                     | Komponist, Produzent       |
| 2010 | Frag nicht wo und wann                          | Helene Fischer (Songtitel: Don’t Ask)              | Komponist, Produzent       |
| 2010 | Frag’ nicht - ich mag dich                      | Helene Fischer                                     | Komponist, Produzent       |
| 1979 | Fremde Augen                                    | Norman Sanders                                     | Komponist, Produzent       |
| 1976 | Freunde                                         | Die Flippers                                       | Produzent                  |
| 1978 | Friday Night                                    | Arabesque                                          | Komponist                  |
| 1995 | Frieden fängt im Herzen an                      | Patrick Lindner                                    | Komponist, Produzent       |
| 2010 | Frieden fängt im Herzen an                      | Tom Mandl                                          | Komponist                  |
| 1990 | Fröhliche Weihnacht/Kling Glöckchen             | Patrick Lindner                                    | Produzent                  |
| 1996 | Frühling am Lago Maggiore                       | Patrick Lindner                                    | Komponist, Produzent       |
| 1995 | Frühling auf der Haut                           | Kristina Bach                                      | Komponist, Produzent       |
| 1992 | Für di tu i alles                               | Patrick Lindner                                    | Komponist, Produzent       |
| 1973 | Für dich allein                                 | The Buffoons                                       | Komponist                  |
| 2011 | Für einen Tag                                   | Helene Fischer                                     | Komponist, Produzent       |
| 2002 | Für immer ist ganz schön lang                   | Michael Morgan                                     | Komponist, Produzent       |
| 2001 | Für immer und ewig                              | Geschwister Hofmann                                | Komponist, Produzent       |
| 2007 | Für mich bist du immer schön                    | Patrick Lindner                                    | Komponist, Produzent       |
| 1992 | Für Opa ist immer ein Zimmer frei               | Stefanie Hertel                                    | Komponist, Produzent       |

## G
| Jahr | Titel                                       | Interpret            | Funktion                |
| ---- | ------------------------------------------- | -------------------- | ----------------------- |
| 1991 | Gänseblümchen weinen nicht                  | Patrick Lindner      | Komponist, Produzent    |
| 1980 | Gangster                                    | Gaby Baginsky        | Komponist               |
| 2008 | Ganz einfach was verrücktes tun             | Stefanie Hertel      | Komponist, Produzent    |
| 1999 | Ganz nah dran                               | André Stade          | Komponist, Co-Produzent |
| 2000 | Gebor’n, um dich glücklich zu machen        | Michelle             | Komponist, Produzent    |
| 2008 | Geboren für die Sehnsucht                   | Fernando Express     | Komponist, Produzent    |
| 1987 | Geborgenheit                                | Andy Borg            | Komponist, Produzent    |
| 2005 | Gefühl ist eine Achterbahn                  | Patrick Lindner      | Komponist, Produzent    |
| 1999 | Gefühle brauchen Zeit                       | Uta Bresan           | Komponist, Produzent    |
| 2008 | Gefühle sind der Atem dieser Welt           | Stefanie Hertel      | Komponist, Produzent    |
| 2008 | Gefühle wie Feuer und Eis                   | Helene Fischer       | Komponist, Produzent    |
| 1990 | Gefunden auf der Autobahn                   | Kastelruther Spatzen | Komponist               |
| 1988 | Geh’ nicht vorbei                           | Claudia Jung         | Co-Komponist            |
| 2011 | Geradeaus                                   | Helene Fischer       | Komponist, Produzent    |
| 2003 | Geschrieben für die Ewigkeit                | Kastelruther Spatzen | Komponist               |
| 2009 | Gestern, morgen und für immer               | Geschwister Hofmann  | Komponist, Produzent    |
| 1993 | Gestern ich, heute du, morgen wir           | Fernando Express     | Komponist, Produzent    |
| 2009 | Gib diesem Tag eine Chance                  | Geschwister Hofmann  | Komponist, Produzent    |
| 1977 | Gib ein Zeichen                             | Die Flippers         | Produzent               |
| 1973 | Gina                                        | Die Flippers         | Produzent               |
| 1988 | Ginny I Love You                            | Albin Berger         | Komponist, Produzent    |
| 1988 | Ginny I Love You                            | Tony Servi           | Co-Komponist            |
| 1978 | Give It Up                                  | Arabesque            | Komponist               |
| 1991 | Glück und Tränen am Wörthersee              | Albin Berger         | Komponist, Produzent    |
| 1970 | Glücklich kann ich nur in deinen Armen sein | Die Flippers         | Produzent               |
| 1980 | Gold in Kalifornien                         | Die Flippers         | Produzent               |
| 2010 | Goodbye My Love                             | Helene Fischer       | Komponist, Produzent    |
| 2004 | Grenzenlos (Zauberland Musik)               | Geschwister Hofmann  | Komponist, Produzent    |
| 2006 | Grosse Gefühle sterben nie                  | Geschwister Hofmann  | Komponist, Produzent    |
| 1979 | Guitar Man                                  | Die Flippers         | Produzent               |
| 1975 | Guten Abend, gut’ Nacht                     | Die Flippers         | Produzent               |
| 1999 | Guten Abend, gut’ Nacht                     | Stefanie Hertel      | Produzent               |
| 1994 | Guten Morgen, Mutter Erde                   | Patrick Lindner      | Komponist, Produzent    |
| 2010 | Guten Morgen, Mutter Erde                   | Tom Mandl            | Komponist               |

## H
| Jahr | Titel                                                                                              | Interpret                                            | Funktion                |
| ---- | -------------------------------------------------------------------------------------------------- | ---------------------------------------------------- | ----------------------- |
| 2008 | Hab den Himmel berührt                                                                             | Helene Fischer                                       | Komponist, Produzent    |
| 1996 | Hab ich dir heute schon was liebes gesagt                                                          | Patrick Lindner                                      | Komponist, Produzent    |
| 1991 | Hab mich lieb                                                                                      | Stefanie Hertel mit Eberhard Hertel                  | Komponist, Produzent    |
| 1979 | Hände hoch                                                                                         | Gaby Baginsky                                        | Komponist               |
| 1972 | Halleluja-Jesus Christ                                                                             | Danyel Gérard                                        | Texter                  |
| 2007 | Halleluja, was für ein Tag                                                                         | Geschwister Hofmann                                  | Komponist, Produzent    |
| 2007 | Halleluja Blue                                                                                     | Fernando Express                                     | Komponist, Produzent    |
| 2004 | Hallo, junger Tag                                                                                  | Geschwister Hofmann                                  | Komponist, Produzent    |
| 2000 | Hallo bonjour mon amour                                                                            | Fernando Express                                     | Komponist, Produzent    |
| 1997 | Hallo Schneewittchen                                                                               | Oliver Thomas                                        | Komponist, Produzent    |
| 2007 | Hallo Schneewittchen                                                                               | A3aan Drost (Songtitel: Hallo Sneeuwwitje!)          | Co-Komponist            |
| 1998 | Halt dich einfach an mir fest                                                                      | André Stade                                          | Komponist, Co-Produzent |
| 1988 | Halt mich fest                                                                                     | Claudia Jung                                         | Co-Komponist            |
| 1991 | Hand in Hand in die Sonne                                                                          | Tanja Jonak                                          | Komponist, Produzent    |
| 1975 | Hanni Angela                                                                                       | Die Flippers                                         | Produzent               |
| 1971 | Harlekin                                                                                           | Danyel Gérard                                        | Texter                  |
| 2001 | Hast du da noch Töne                                                                               | Geschwister Hofmann                                  | Komponist, Produzent    |
| 1996 | Hast du heut’ wirklich schon gelebt                                                                | Patrick Lindner                                      | Komponist, Produzent    |
| 2001 | Hast du heute schon geküsst                                                                        | Oliver Thomas                                        | Komponist, Produzent    |
| 2002 | Hast du heute schon geküsst                                                                        | Grad Damen (Songtitel: Heb ik jou niet eens gekust?) | Komponist               |
| 2010 | Hast du Lust auf Sonne                                                                             | Geschwister Hofmann                                  | Komponist, Produzent    |
| 1995 | Hautnah                                                                                            | Patrick Lindner                                      | Komponist, Produzent    |
| 1983 | Heart on Fire                                                                                      | Arabesque                                            | Komponist               |
| 2010 | Heaven Is Here                                                                                     | Helene Fischer                                       | Komponist, Produzent    |
| 1990 | Heimliche Tränen                                                                                   | Kristina Bach                                        | Komponist, Produzent    |
| ?    | Heimliches Fieber                                                                                  | Frank Pavell                                         | Komponist, Produzent    |
| 1988 | Heimweh                                                                                            | D. D. Robinson                                       | Komponist, Produzent    |
| 1996 | Heimweh nach dem grünen Tal                                                                        | Geschwister Hofmann                                  | Komponist, Produzent    |
| 1987 | Heisse Nächte in San Juan                                                                          | Albin Berger                                         | Komponist, Produzent    |
| 2004 | Heisse Partys, coole Nächte                                                                        | Stefanie Hertel                                      | Komponist, Produzent    |
| 1995 | Heiter bis wolkig                                                                                  | Geschwister Hofmann                                  | Komponist, Produzent    |
| 1995 | Helden hab’ ich nie gesucht                                                                        | Michelle                                             | Komponist, Produzent    |
| 1979 | Hell Driver                                                                                        | Arabesque                                            | Komponist               |
| 1977 | Hello Josephine                                                                                    | Die Flippers                                         | Produzent               |
| 1977 | Hello Mr. Monkey                                                                                   | Arabesque                                            | Komponist               |
| 1972 | Hello My Love                                                                                      | Die Flippers                                         | Produzent               |
| 2007 | Herzbeben                                                                                          | Geschwister Hofmann                                  | Komponist, Produzent    |
| 1998 | Herzen lügen nicht                                                                                 | Fernando Express                                     | Komponist, Produzent    |
| 2003 | Herzenssache                                                                                       | Kastelruther Spatzen                                 | Komponist               |
| 1993 | Herzklopfen                                                                                        | Michelle                                             | Komponist, Produzent    |
| 1996 | Herzlich willkommen in meinem Leben                                                                | Patrick Lindner                                      | Komponist, Produzent    |
| 2007 | Herzlich willkommen, kleines Wunder                                                                | Geschwister Hofmann                                  | Komponist, Produzent    |
| 2009 | Het beloofde land                                                                                  | Nathalie Tané                                        | Co-Komponist            |
| 2001 | Heut ist mein Tag                                                                                  | Michelle                                             | Komponist, Produzent    |
| 1995 | Heut Nacht                                                                                         | Kristina Bach                                        | Komponist, Produzent    |
| 2000 | Heut steppt der Bär                                                                                | Stefanie Hertel                                      | Komponist, Produzent    |
| 2004 | Heut’ fliegt ein Engel durch die Nacht                                                             | Claudia Jung & Anna                                  | Komponist               |
| 1995 | Heut’ hab ich dem Glück in die Augen geseh’n                                                       | Geschwister Hofmann                                  | Komponist, Produzent    |
| 1992 | Heut’ möchte ich am liebsten ein Schmetterling sein                                                | Stefanie Hertel                                      | Komponist, Produzent    |
| 1991 | Heut’ Nacht hab’n die Sternerl a Pause                                                             | Patrick Lindner                                      | Komponist, Produzent    |
| 1972 | Heute wollen wir leben                                                                             | Gaby Berger                                          | Co-Komponist            |
| 2007 | Heute, hier und jetzt                                                                              | Patrick Lindner                                      | Komponist, Produzent    |
| 1977 | Hey Junge, rück’ mal zur Seite                                                                     | Martin Mann                                          | Co-Komponist, Texter    |
| 1978 | Hey Junge, sag das noch einmal                                                                     | Ireen Sheer                                          | Komponist               |
| 1978 | Hey Mr. Musicman                                                                                   | Ireen Sheer                                          | Komponist               |
| 2003 | Hey Rosanna                                                                                        | Oliver Thomas                                        | Komponist, Produzent    |
| 2001 | Hey Schatz, du bist der Wahnsinn                                                                   | Oliver Thomas                                        | Komponist, Produzent    |
| 1980 | Hey What a Magic Night                                                                             | Arabesque                                            | Komponist               |
| 1980 | Hey, Catch On                                                                                      | Arabesque                                            | Komponist               |
| 1980 | Hey, Jamaica Mama                                                                                  | Die Flippers                                         | Produzent               |
| 1976 | Hey, Mary Brown                                                                                    | Die Flippers                                         | Produzent               |
| 1976 | Hey, wenn die Sonne scheint                                                                        | Die Flippers                                         | Produzent               |
| 1980 | Hi, Hi Highway                                                                                     | Arabesque                                            | Komponist               |
| 1998 | Hier und heute und für immer                                                                       | Michelle                                             | Komponist, Produzent    |
| 1980 | High Life                                                                                          | Arabesque                                            | Komponist               |
| 1989 | Hinter dem Fenster                                                                                 | Claudia Jung                                         | Co-Komponist            |
| 2007 | Hinter den Tränen                                                                                  | Helene Fischer                                       | Komponist, Produzent    |
| 1992 | Hinter jedem Abendrot                                                                              | Patrick Lindner                                      | Komponist, Produzent    |
| 2006 | Hinter jedem Regenbogen                                                                            | Kastelruther Spatzen                                 | Komponist               |
| 1982 | Hit the Jackpot                                                                                    | Arabesque                                            | Komponist               |
| 1975 | Hoch auf dem gelben Wagen / Ein Jäger aus Kurpfalz                                                 | Die Flippers                                         | Produzent               |
| 2001 | Hör mal, ob Dein Herz noch schlägt                                                                 | Kristina Bach                                        | Komponist, Produzent    |
| 1995 | Hörst du denn noch immer Al Martino                                                                | Kristina Bach                                        | Komponist, Produzent    |
| 2009 | Hoffnung heißt das Lied der Erde                                                                   | Kastelruther Spatzen                                 | Komponist               |
| 1975 | Hohe Tannen                                                                                        | Die Flippers                                         | Produzent               |
| 1998 | Hokus Pokus                                                                                        | Michelle                                             | Komponist, Produzent    |
| 1975 | Horch, was kommt von draußen rein / Auf der schwäb’sche Eisenbahne / Schwarzbraun ist die Haselnuß | Die Flippers                                         | Produzent               |
| 1990 | Hou me vast                                                                                        | Micha Marah                                          | Co-Komponist            |
| 2009 | Hundert Prozent                                                                                    | Helene Fischer                                       | Komponist, Produzent    |
| 2010 | Hundert Prozent                                                                                    | Lindsay (Songtitel: Voor 100%)                       | Komponist               |
| 2009 | Hundertmal Sehnsucht (Wahnsinn)                                                                    | Geschwister Hofmann                                  | Komponist, Produzent    |

## I
| Jahr | Titel                                                    | Interpret                                       | Funktion                |
| ---- | -------------------------------------------------------- | ----------------------------------------------- | ----------------------- |
| 1995 | I brauch halt was zum Kuscheln                           | Patrick Lindner                                 | Komponist, Produzent    |
| 1980 | I Don’t Wanna Have Breakfast with You                    | Arabesque                                       | Komponist               |
| 1993 | I mag di halt                                            | Geschwister Hofmann                             | Komponist, Produzent    |
| 1990 | I möcht di so gern lachen seh’n                          | Andy Borg & Alexandra                           | Komponist, Produzent    |
| 1995 | I möcht’ di so gern wiedersehn                           | Patrick Lindner                                 | Komponist, Produzent    |
| 1981 | I Stand by You                                           | Arabesque                                       | Komponist               |
| 2010 | I’ll Walk with You                                       | Helene Fischer                                  | Komponist, Produzent    |
| 2006 | Ich bin auch nur ein Mensch                              | Patrick Lindner                                 | Komponist, Produzent    |
| 1993 | Ich bin da                                               | Kristina Bach                                   | Komponist, Produzent    |
| 2006 | Ich bin immer da wo die Musi spielt                      | Florian Silbereisen & Die Volksmusikspatzen     | Komponist               |
| 1972 | Ich bin so allein                                        | Die Flippers                                    | Produzent               |
| 2002 | Ich bleib viel länger als der Sommer                     | Fernando Express                                | Komponist, Produzent    |
| 2009 | Ich brauch’ das Gefühl                                   | Helene Fischer                                  | Komponist, Produzent    |
| 1987 | Ich brauch’ dich jeden Tag                               | Andy Borg                                       | Komponist, Produzent    |
| 2001 | Ich brauch’ dringend ein Wunder                          | Oliver Thomas                                   | Komponist, Produzent    |
| 2002 | Ich brauche keine Insel                                  | Stefanie Hertel                                 | Komponist, Produzent    |
| 2010 | Ich fang dich auf                                        | Geschwister Hofmann                             | Komponist, Produzent    |
| 2008 | Ich geb nie auf (Am Anfang war das Feuer)                | Helene Fischer                                  | Komponist, Produzent    |
| 2007 | Ich glaub dir hundert Lügen                              | Helene Fischer                                  | Komponist, Produzent    |
| 2011 | Ich glaub dir hundert Lügen                              | Lindsay (Songtitel: Ondersteboven)              | Komponist               |
| 1980 | Ich glaub’, dass Liebe mehr ist                          | Die Flippers                                    | Produzent               |
| 2002 | Ich glaube daran                                         | Stefanie Hertel                                 | Komponist, Produzent    |
| 1988 | Ich glaube, ich liebe dich                               | D. D. Robinson                                  | Komponist, Produzent    |
| 1990 | Ich glaube, ich liebe dich                               | Michael Larsen                                  | Komponist, Produzent    |
| 1979 | Ich hab Heimweh nach Tahiti                              | Die Flippers                                    | Produzent               |
| 1994 | Ich hab’ des Schlüsserl zu dei’m Herz’n                  | Alpentrio Tirol                                 | Komponist               |
| 1975 | Ich hab’ die Liebe gefunden                              | Die Flippers                                    | Produzent               |
| 1976 | Ich hab’ dir einmal zu tief in die Augen geseh’n         | Costa Cordalis                                  | Texter                  |
| 1989 | Ich hab’ geträumt                                        | Kristina Bach                                   | Komponist, Produzent    |
| 2000 | Ich hab’ mich so gefreut                                 | Geschwister Hofmann                             | Komponist, Produzent    |
| 1991 | Ich hätt’ dich sowieso geküsst                           | Patrick Lindner                                 | Komponist, Produzent    |
| 1981 | Ich kann die Schwalben versteh’n                         | Nicole                                          | Komponist               |
| 1996 | Ich kann kein Mädchen weinen seh’n                       | Oliver Thomas                                   | Komponist, Produzent    |
| 1997 | Ich kann kein Mädchen weinen seh’n                       | Mürztaler Musikanten                            | Komponist               |
| 1994 | Ich kann keine traurigen Augen seh’n                     | Patrick Lindner                                 | Komponist, Produzent    |
| 2008 | Ich lass die Seele heute träumen                         | Fernando Express                                | Komponist, Produzent    |
| 2011 | Ich lebe jetzt                                           | Helene Fischer                                  | Komponist, Produzent    |
| 1983 | Ich mag dich                                             | Costa Cordalis                                  | Texter, Co-Produzent    |
| 1995 | Ich möcht’ die Braut auf deiner Hochzeit sein            | Geschwister Hofmann                             | Komponist, Produzent    |
| 1975 | Ich muß sie wiedersehen                                  | Die Flippers                                    | Produzent               |
| 1993 | Ich nehm ein bisschen Heimat mit                         | Stefanie Hertel                                 | Komponist, Produzent    |
| 2010 | Ich nehm’ dich mit ins nächste Leben                     | Stefanie Hertel                                 | Komponist, Produzent    |
| 1993 | Ich sah die Sterne tanzen, Angela                        | Nockalm Quintett                                | Komponist               |
| 2004 | Ich seh’ das Meer in deinen Augen                        | Fernando Express                                | Komponist, Produzent    |
| 1980 | Ich sehe Tränen wenn du lachst                           | Paola                                           | Komponist               |
| 1996 | Ich such die Tür zu deinem Herzen                        | Geschwister Hofmann                             | Komponist, Produzent    |
| 2009 | Ich tanz mich frei                                       | Geschwister Hofmann                             | Komponist, Produzent    |
| 1997 | Ich trau mich raus aus meiner Haut                       | Michelle                                        | Komponist, Produzent    |
| 2004 | Ich tu es wieder mit dir                                 | Stefanie Hertel & Stefan Mross                  | Komponist, Produzent    |
| 1996 | Ich war noch nie in San Francisco                        | Patrick Lindner                                 | Komponist, Produzent    |
| 1975 | Ich weiß nicht, was soll es bedeuten                     | Die Flippers                                    | Produzent               |
| 1995 | Ich weiss, was ich will                                  | Patrick Lindner                                 | Komponist, Produzent    |
| 2005 | Ich will                                                 | Oliver Thomas                                   | Komponist, Produzent    |
| 1988 | Ich will die Sterne tanzen seh’n                         | Andy Borg                                       | Komponist, Produzent    |
| 1989 | Ich will die Sterne tanzen seh’n                         | Michael Larsen                                  | Komponist, Produzent    |
| 1994 | Ich will dir immer wieder rote Rosen schenken            | Patrick Lindner                                 | Komponist, Produzent    |
| 2009 | Ich will immer wieder … dieses Fieber spür’n             | Helene Fischer                                  | Komponist, Produzent    |
| 2010 | Ich will immer wieder … dieses Fieber spür’n             | Laura Lynn (Songtitel: Met jou samen leven)     | Komponist               |
| 1996 | Ich will mehr als eine Nacht                             | André Stade                                     | Komponist, Co-Produzent |
| 1993 | Ich will nicht länger dein Geheimnis sein                | Kristina Bach                                   | Komponist, Produzent    |
| 2006 | Ich will nicht nach Malibu                               | Stefanie Hertel                                 | Komponist, Produzent    |
| 2011 | Ich will spüren, dass ich lebe                           | Helene Fischer                                  | Komponist, Produzent    |
| 2000 | Ich will…vielleicht mit dir (brich das Eis)              | Michelle                                        | Komponist, Produzent    |
| 2004 | Ich wollt’ nur mal fragen                                | Stefanie Hertel                                 | Komponist, Produzent    |
| 1998 | Ich würd’ es immer wieder tun                            | Michelle                                        | Komponist, Produzent    |
| 1979 | Ihr zweiter Frühling war ein Herbst                      | Costa Cordalis                                  | Texter                  |
| 2007 | Ik heb jou gevonden                                      | Christoff                                       | Komponist               |
| 1991 | Ik hou van alles wat je bent                             | Luc Steeno                                      | Komponist               |
| 1988 | Ik mis je elke dag                                       | Luc Steeno                                      | Komponist               |
| 2010 | Ik mis je elke dag                                       | The Sunsets                                     | Komponist               |
| 2008 | Ik schrijf jouw naam op alle muren                       | Christoff                                       | Komponist               |
| 1997 | Im Auge des Orkans                                       | Michelle                                        | Komponist, Produzent    |
| 2002 | Im Cabrio nach irgendwo                                  | Fernando Express                                | Komponist, Produzent    |
| 2006 | Im Feuer der Nacht                                       | Geschwister Hofmann                             | Komponist, Produzent    |
| 1998 | Im Feuer der Sehnsucht                                   | Michelle                                        | Komponist, Produzent    |
| 2007 | Im Kartenhaus der Träume                                 | Helene Fischer                                  | Komponist, Produzent    |
| 2007 | Im Karussell der Träume                                  | Patrick Lindner                                 | Komponist, Produzent    |
| 2009 | Im Land der Phantasie                                    | Geschwister Hofmann                             | Komponist, Produzent    |
| 1993 | Im Land der Schmetterlinge                               | Geschwister Hofmann                             | Komponist, Produzent    |
| 1994 | Im Land der Zwergenkinder                                | Kastelruther Spatzen                            | Komponist               |
| 2007 | Im Meer der verlorenen Zeit                              | Geschwister Hofmann                             | Komponist, Produzent    |
| 2005 | Im nächsten Leben                                        | Oliver Thomas                                   | Komponist, Produzent    |
| 2007 | Im Namen der Liebe                                       | Fernando Express                                | Komponist, Produzent    |
| 2006 | Im Reigen der Gefühle                                    | Helene Fischer                                  | Komponist, Produzent    |
| 2002 | Im siebten Himmel ist manchmal der Teufel los            | Stefanie Hertel                                 | Komponist, Produzent    |
| 2008 | Im Sturm der Gefühle                                     | Fernando Express                                | Komponist, Produzent    |
| 1979 | Im Tal der Orchideen                                     | Mariella                                        | Komponist, Produzent    |
| 2006 | Im Tal der verlor’nen Träume                             | Kastelruther Spatzen                            | Komponist               |
| 1990 | Im Zeichen der Venus                                     | Costa Cordalis                                  | Komponist, Co-Produzent |
| 1998 | Immer auf die Kleinen                                    | Geschwister Hofmann                             | Komponist, Produzent    |
| 1980 | Immer nur träumen                                        | Die Flippers                                    | Texter, Produzent       |
| 1998 | Immer nur träumen                                        | Fernando Express                                | Texter, Produzent       |
| 1989 | Immer und ewig - Du                                      | Tanja Jonak                                     | Komponist, Produzent    |
| 2012 | Immer und ewig - Du                                      | Mario & Christoph                               | Komponist               |
| 1992 | Immer wenn der Wind von Süden kam                        | Fernando Express                                | Komponist, Produzent    |
| 1996 | Immer wenn ich tanz mit dir                              | Geschwister Hofmann                             | Komponist, Produzent    |
| 1986 | Immer wieder eine Handvoll Zärtlichkeit                  | Claudia Jung                                    | Co-Komponist            |
| 2000 | Immer wieder Gänsehaut                                   | Michelle                                        | Komponist, Produzent    |
| 1990 | Immer wieder mit dir                                     | Claudia Jung                                    | Co-Komponist            |
| 2000 | Immer wieder Schmusezeit                                 | Geschwister Hofmann                             | Komponist, Produzent    |
| 1996 | Immer wieder Sehnsucht                                   | Stefanie Hertel                                 | Komponist, Produzent    |
| 1990 | Immer wieder sind es Lieder                              | Patrick Lindner                                 | Komponist, Produzent    |
| 2002 | Immer wieder Spatzenfieber                               | Kastelruther Spatzen                            | Komponist               |
| 1979 | In deinen Augen steht es geschrieben                     | Die Flippers                                    | Produzent               |
| 2000 | In deinen Augen war Fiesta                               | Geschwister Hofmann                             | Komponist, Produzent    |
| 1976 | In den alten Gassen                                      | Adam & Eve                                      | Komponist               |
| 2013 | In diesen Nächten                                        | Helene Fischer                                  | Komponist, Produzent    |
| 1989 | In einer Sommernacht (Die Nacht, die es nur einmal gibt) | Michael Larsen                                  | Komponist, Produzent    |
| 1981 | In for a Penny                                           | Arabesque                                       | Komponist               |
| 1974 | In Manuels Taverne                                       | Adam & Eve                                      | Komponist               |
| 1998 | In Rio de Janeiro                                        | Fernando Express                                | Komponist, Produzent    |
| 1991 | In seiner Hütte ist er König                             | Stefanie Hertel                                 | Komponist, Produzent    |
| 1979 | In the Heat of a Disco-Night                             | Arabesque                                       | Komponist               |
| 1992 | In unser’m Himmel ist der Teufel los                     | Tanja Jonak                                     | Komponist, Produzent    |
| 1992 | In unserer Hand liegt unsere Erde                        | Stefan Mross                                    | Komponist               |
| 2004 | In unserer Hand liegt unsere Erde                        | Stefanie Hertel, Stefan Mross & Eberhard Hertel | Komponist               |
| 1981 | Indio Boy                                                | Arabesque                                       | Komponist               |
| 1989 | Intercity aus Paris                                      | D. D. Robinson                                  | Komponist, Produzent    |
| 2006 | Irgendjemand träumt von dir                              | Patrick Lindner                                 | Komponist, Produzent    |
| 1994 | Irgendwann                                               | Patrick Lindner                                 | Komponist, Produzent    |
| 2002 | Irgendwann braucht jeder ein Gebet                       | Stefanie Hertel                                 | Komponist, Produzent    |
| 1999 | Irgendwann heut’ Nacht im Radio (Joeline)                | André Stade                                     | Komponist, Co-Produzent |
| 1990 | Irgendwie hab i di gern                                  | Patrick Lindner                                 | Komponist, Produzent    |
| 2004 | Irgendwie irgendwo                                       | Sheila                                          | Komponist, Produzent    |
| 1990 | Irgendwo hinter der Sonne                                | Claudia Jung                                    | Co-Komponist            |
| 1999 | Irgendwo schlägt ein Herz auch für dich                  | Stefanie Hertel & Stefan Mross                  | Komponist, Produzent    |
| 1994 | Irren ist männlich                                       | Kristina Bach                                   | Komponist, Produzent    |
| 1976 | Isabell                                                  | Die Flippers                                    | Komponist, Produzent    |
| 2012 | Isabell                                                  | Albin Berger                                    | Komponist, Produzent    |
| 2008 | Isla Margarita                                           | Fernando Express                                | Komponist, Produzent    |
| 2009 | Ist doch kein Wunder                                     | Helene Fischer                                  | Komponist, Produzent    |
| 1979 | It’s So Hard to Leave You                                | Arabesque                                       | Komponist               |

## J
| Jahr | Titel                                          | Interpret                                   | Funktion                |
| ---- | ---------------------------------------------- | ------------------------------------------- | ----------------------- |
| 2010 | Ja, ich will (Wenn die Sonne den Mond berührt) | Geschwister Hofmann                         | Komponist, Produzent    |
| 2001 | Jedes Abendrot ist ein Gebet                   | Kastelruther Spatzen                        | Komponist               |
| 1995 | Jamaica Blue                                   | Michelle                                    | Komponist, Produzent    |
| 1989 | Jamaika                                        | Die Paldauer                                | Komponist               |
| 1992 | Jambo Jambo                                    | Fernando Express                            | Komponist, Produzent    |
| 2001 | Je t’aime heisst mein Traum                    | Oliver Thomas                               | Komponist, Produzent    |
| 1995 | Jeanny, wach auf                               | André Stade                                 | Komponist, Co-Produzent |
| 2005 | Jede Menge Leben                               | Oliver Thomas                               | Komponist, Produzent    |
| 1996 | Jede Menge Zärtlichkeit                        | André Stade                                 | Komponist, Co-Produzent |
| 1997 | Jede Nacht hat deine Augen                     | Oliver Thomas                               | Komponist, Produzent    |
| 1997 | Jede Zeit hat ihre Lieder                      | Maria & Margot Hellwig                      | Komponist               |
| 2008 | Jeden Morgen wird die Sonne neu gebor’n        | Helene Fischer                              | Komponist, Produzent    |
| 2010 | Jeden Morgen wird die Sonne neu gebor’n        | Helene Fischer (Songtitel: Sweet Surrender) | Komponist, Produzent    |
| 2008 | Jeder braucht eine Insel                       | Helene Fischer                              | Komponist, Produzent    |
| 1991 | Jeder braucht sein Kuscheltier                 | Stefanie Hertel & Marianne                  | Komponist, Produzent    |
| 2004 | Jeder Herzschlag erzählt von dir               | Geschwister Hofmann                         | Komponist, Produzent    |
| 2007 | Jeder Tag ist ein Geschenk                     | Patrick Lindner                             | Komponist, Produzent    |
| 1991 | Jedes Feuer braucht den Wind                   | Tanja Jonak                                 | Komponist, Produzent    |
| 1990 | Jedes Herz hat ein kleines Laternerl           | Manuela Sükar                               | Komponist, Produzent    |
| 1991 | Jedes Vogerl braucht sei Nest                  | Manuela Sükar                               | Komponist, Produzent    |
| 1991 | Jennys Träume                                  | Didi Robinson                               | Komponist, Produzent    |
| 2000 | Jenseits der Wolken                            | Michelle                                    | Komponist, Produzent    |
| 2002 | Jenseits vom Paradies                          | Michael Morgan                              | Komponist, Produzent    |
| 1994 | Jetzt wundert mich koa Wunder mehr             | Patrick Lindner                             | Komponist, Produzent    |
| 2009 | Jij bent die ene                               | Lindsay                                     | Komponist               |
| 1988 | Jij nam mij bij de hand (Amore, Amore)         | Corry Konings                               | Komponist               |
| 1980 | Jingle Jangle Joe                              | Arabesque                                   | Komponist               |
| 2003 | Jubiläumsmedley                                | Alpentrio Tirol                             | Komponist               |

## K
| Jahr | Titel                                     | Interpret                                     | Funktion                |
| ---- | ----------------------------------------- | --------------------------------------------- | ----------------------- |
| 1990 | Kannst di net a bisserl freun             | Patrick Lindner                               | Komponist, Produzent    |
| 1998 | Karibischer Morgen                        | Fernando Express                              | Komponist, Produzent    |
| 1977 | Kasimir der Elternschreck                 | Ute Berling                                   | Komponist, Produzent    |
| 1995 | Katzenaugen                               | Kristina Bach                                 | Komponist, Produzent    |
| 1980 | Keep the Wolf from the Door               | Arabesque                                     | Komponist               |
| 1980 | Kein Spiel für eine Nacht                 | Mariella Farré                                | Komponist               |
| 2013 | Keine halben Sachen                       | Peter Michael                                 | Komponist, Produzent    |
| 1985 | Keine Nacht für Träumer                   | Nicole                                        | Komponist               |
| 2006 | Keiner kann uns das mehr nehmen           | Geschwister Hofmann                           | Komponist, Produzent    |
| 1991 | Kinder brauchen gar nicht viel            | Stefanie Hertel                               | Komponist, Produzent    |
| 1977 | Kinder des Sommers                        | Die Flippers                                  | Komponist, Produzent    |
| 1990 | Kinder, Kinder, es ist Winter             | Patrick Lindner                               | Komponist, Produzent    |
| 1999 | Kinder, Kinder, es ist Winter             | Geschwister Hofmann                           | Komponist, Produzent    |
| 2000 | Kinderaugen                               | Michelle                                      | Komponist, Produzent    |
| 1997 | Kleine Prinzessin                         | Michelle                                      | Komponist, Produzent    |
| 1991 | Kleine Schwalbe, Good Bye                 | Die Paldauer                                  | Komponist, Co-Produzent |
| 1995 | Kleine Seelenfeuer                        | Michelle                                      | Komponist, Produzent    |
| 1972 | Kleine Sonja                              | Die Flippers                                  | Produzent               |
| 2000 | Kleine Wunder zu verschenken              | Die großen 3 der Volksmusik                   | Komponist               |
| 1992 | Kleiner Clown                             | Stefanie Hertel                               | Komponist, Produzent    |
| 1998 | Kleiner Schmetterling, mach’s gut         | Oliver Thomas                                 | Komponist, Produzent    |
| 1990 | Koana woaß was i träum                    | Manuela Sükar                                 | Komponist, Produzent    |
| 2008 | König der Herzen                          | Helene Fischer                                | Komponist, Produzent    |
| 2009 | König der Herzen                          | Lindsay (Songtitel: De prins van mijn dromen) | Komponist               |
| 1992 | Kolumbus (Endlos war der Ozean bei Nacht) | Fernando Express                              | Komponist, Produzent    |
| 1973 | Komm auf meine Insel                      | Die Flippers                                  | Komponist, Produzent    |
| 1996 | Komm auf meine Insel                      | Roland B.                                     | Komponist               |
| 1995 | Komm doch heim                            | Stefanie Hertel                               | Komponist, Produzent    |
| 2013 | Komm heim, wenn du frierst                | Peter Michael                                 | Komponist, Produzent    |
| 1997 | Komm in mein verrücktes Paradies          | Michelle                                      | Komponist, Produzent    |
| 2010 | Komm mit aufs Land                        | Stefanie Hertel                               | Komponist, Produzent    |
| 1990 | Komm setz di auf an Sonnenstrahl          | Andy Borg & Alexandra                         | Komponist, Produzent    |
| 1974 | Komm’ doch endlich wieder                 | Renate Kern                                   | Komponist               |
| 1995 | Komm’ in den Garten der Gefühle           | Patrick Lindner                               | Komponist, Produzent    |
| 1995 | Komm, blas’ mir mal die Wolken fort       | Stefanie Hertel & Stefan Mross                | Komponist, Produzent    |
| 1991 | Komm, lass mein Herz nicht erfrieren      | Die Paldauer                                  | Komponist, Co-Produzent |
| 1977 | Komm, mach dich frei                      | Bernadette Offenbach & Holger Terry           | Komponist, Produzent    |
| 1995 | Kopfüber in die Nacht                     | Michelle                                      | Komponist, Produzent    |
| 2013 | Kopfüber in die Nacht                     | Tobee                                         | Komponist               |

## L
| Jahr | Titel                                       | Interpret                                         | Funktion                |
| ---- | ------------------------------------------- | ------------------------------------------------- | ----------------------- |
| 1996 | La barca                                    | Fernando Express                                  | Komponist, Produzent    |
| 2005 | La isla Felicita                            | Fernando Express                                  | Komponist, Produzent    |
| 1995 | La canzone blue                             | Kristina Bach                                     | Komponist, Produzent    |
| 2004 | La luna d’amore                             | Geschwister Hofmann                               | Komponist, Produzent    |
| 1984 | Ladies First                                | Arabesque                                         | Komponist               |
| 2004 | Laguna blu                                  | Fernando Express                                  | Komponist, Produzent    |
| 2005 | Lass die Gefühle niemals sterben            | Oliver Thomas                                     | Komponist, Produzent    |
| 2011 | Lass diese Nacht nie mehr enden             | Helene Fischer                                    | Komponist, Produzent    |
| 1995 | Laß doch mal die Polka raus                 | Stefanie Hertel                                   | Komponist, Produzent    |
| 1991 | Lass mei Herz a bisserl träumen             | Patrick Lindner                                   | Komponist, Produzent    |
| 1993 | Lass mich brennen oder frier’n              | Kristina Bach                                     | Komponist, Produzent    |
| 2004 | Lass mich dein Geheimnis sein               | Fernando Express                                  | Komponist, Produzent    |
| 1999 | Lass mich deine allererste Liebe sein       | Oliver Thomas                                     | Komponist, Produzent    |
| 1987 | Laß mich deine Insel sein                   | Andy Borg                                         | Komponist, Produzent    |
| 1990 | Laß mich deine Insel sein                   | Michael Larsen                                    | Komponist, Produzent    |
| 1992 | Laß mich heut Abend deine kleine Insel sein | Patrick Lindner                                   | Komponist, Produzent    |
| 2008 | Lass mich in dein Leben                     | Helene Fischer                                    | Komponist, Produzent    |
| 2009 | Lass mich in dein Leben                     | Laura Lynn (Songtitel: Laat me in je leven)       | Komponist               |
| 2010 | Lass mich in dein Leben                     | Helene Fischer (Songtitel: You’re My Destination) | Komponist, Produzent    |
| 1998 | Lass mich noch einmal träumen               | Uta Bresan                                        | Komponist, Produzent    |
| 1998 | Lass mich schwach sein                      | Michelle                                          | Komponist, Produzent    |
| 2006 | Lass uns das Leben feiern                   | Patrick Lindner                                   | Komponist, Produzent    |
| 1989 | Lass’ deine Träume fliegen                  | Costa Cordalis                                    | Texter                  |
| 1993 | Lass’ mich dein Kolumbus sein               | Nockalm Quintett                                  | Komponist               |
| ?    | Lass’ mich nicht los heut’ nacht            | Frank Pavell                                      | Komponist, Produzent    |
| 1990 | Laßt das Licht in eure Herzen               | Patrick Lindner                                   | Komponist, Produzent    |
| 1993 | Lasst die Musikanten rein                   | Geschwister Hofmann                               | Komponist, Produzent    |
| 1993 | Lasst die weissen Tauben fliegen            | Stefanie Hertel                                   | Komponist, Produzent    |
| 1990 | Laßt uns mit den Hirten geh’n               | Patrick Lindner                                   | Komponist, Produzent    |
| 2013 | Lauf                                        | Peter Michael                                     | Komponist, Produzent    |
| 2003 | Lauf’ dem Wind nicht hinterher              | Oliver Thomas                                     | Komponist, Produzent    |
| 1997 | Laura’s schönster Tag                       | Kastelruther Spatzen                              | Komponist               |
| 2004 | Leb dein Gefühl                             | Kristina Bach                                     | Komponist               |
| 2004 | Leben und leben lassen                      | Stefanie Hertel                                   | Komponist, Produzent    |
| 2012 | Leben und leben lassen                      | Kastelruther Spatzen                              | Komponist               |
| 2008 | Leben, lieben, träumen                      | Stefanie Hertel                                   | Komponist, Produzent    |
| 1998 | Lena’s Schatten                             | Michelle                                          | Komponist, Produzent    |
| 1981 | Let’s Make a Night of It                    | Arabesque                                         | Komponist               |
| 2007 | Leven en laten leven                        | Jo Vally                                          | Komponist               |
| 2009 | Lieb’ mich                                  | Helene Fischer                                    | Komponist, Produzent    |
| 2010 | Lieb’ mich                                  | Helene Fischer (Songtitel: Leave Me)              | Komponist, Produzent    |
| 2001 | Liebe braucht keine Worte                   | Geschwister Hofmann                               | Komponist, Produzent    |
| 2002 | Liebe darf alles                            | Kastelruther Spatzen                              | Komponist               |
| 2000 | Liebe geht im Herzen los                    | Stefanie Hertel                                   | Komponist, Produzent    |
| 2005 | Liebe gibt und Liebe nimmt                  | Fernando Express                                  | Komponist, Produzent    |
| 2006 | Liebe hat 1000 Gesichter                    | Stefanie Hertel                                   | Komponist, Produzent    |
| 2005 | Liebe ist das Brot der Seele                | Kastelruther Spatzen                              | Komponist               |
| 2010 | Liebe ist das grösste Abenteuer             | Stefanie Hertel                                   | Komponist, Produzent    |
| 1994 | Liebe ist das Salz der Erde                 | Patrick Lindner                                   | Komponist, Produzent    |
| 2006 | Liebe ist das Wunder dieser Welt            | Geschwister Hofmann                               | Komponist, Produzent    |
| 2006 | Liebe ist kein Wort für Ewigkeit            | Stefanie Hertel                                   | Komponist, Produzent    |
| 1989 | Liebe ist mehr als ein Wort                 | Costa Cordalis                                    | Texter                  |
| 2006 | Liebe ist mehr als eine Nacht               | Nockalm Quintett                                  | Komponist               |
| 1996 | Liebe ist unheilbar                         | André Stade                                       | Komponist, Co-Produzent |
| 2007 | Liebe kann Berge versetzen                  | Kastelruther Spatzen                              | Komponist               |
| 1989 | Liebe macht stark                           | Ireen Sheer                                       | Komponist               |
| 2004 | Liebe stirbt nicht einfach so               | Stefanie Hertel                                   | Komponist, Produzent    |
| 2009 | Liebe total                                 | Geschwister Hofmann                               | Komponist, Produzent    |
| 1987 | Liebe, wie ich sie mag                      | Albin Berger                                      | Produzent               |
| 1978 | Lieber arm und allein                       | Die Flippers                                      | Komponist, Produzent    |
| 2012 | Lieber arm und allein                       | Albin Berger                                      | Komponist, Produzent    |
| 2008 | Lieber Gott, mach mal die Augen zu          | Stefanie Hertel                                   | Komponist, Produzent    |
| 1975 | Liebesabenteuer                             | Maren                                             | Texter                  |
| 1998 | Lieder können Bilder malen                  | Geschwister Hofmann                               | Komponist, Produzent    |
| 1990 | Lieder, so schön wie der Norden             | Die Nordlichter                                   | Komponist, Produzent    |
| 2006 | Liefde & geluk                              | Patrick & Carina                                  | Komponist               |
| 1981 | Like a Shot in the Dark                     | Arabesque                                         | Komponist               |
| 1989 | Little Tiger                                | Jessica                                           | Komponist               |
| 1982 | Look Alive                                  | Arabesque                                         | Komponist               |
| 1983 | Loser Pays the Piper                        | Arabesque                                         | Komponist               |
| 1978 | Love Is Just a Game                         | Arabesque                                         | Komponist               |
| 1984 | Love’s Like a Symphony                      | Arabesque                                         | Komponist               |
| 1975 | Luana                                       | Die Flippers                                      | Komponist, Produzent    |
| 1973 | Lucifer lebt                                | Peter Orloff                                      | Co-Komponist            |
| 1973 | Lucifer lebt                                | Daniela                                           | Co-Komponist            |
| 1979 | Lucifer’s Lover                             | Arabesque                                         | Komponist               |
| 2008 | Luna de la montagna                         | Fernando Express                                  | Komponist, Produzent    |
| 1975 | Lustig ist das Zigeunerleben                | Die Flippers                                      | Produzent               |

## M
| Jahr | Titel                                                       | Interpret                                     | Funktion                |
| ---- | ----------------------------------------------------------- | --------------------------------------------- | ----------------------- |
| 1996 | Mach ein Fest aus deinem Leben                              | Stefanie Hertel                               | Komponist, Produzent    |
| 1992 | Mach mi net total verrückt                                  | Patrick Lindner                               | Komponist, Produzent    |
| 1994 | Mach’ den Knopf in deinem Herzen auf                        | Patrick Lindner                               | Komponist, Produzent    |
| 1993 | Madonna del Corona                                          | Geschwister Hofmann                           | Komponist, Produzent    |
| 1976 | Madonna der einsamen Herzen                                 | Die Flippers                                  | Komponist, Produzent    |
| 1989 | Madonna of Love                                             | Albin Berger                                  | Komponist, Produzent    |
| 1970 | Mädchen, wenn du einsam bist                                | Bata Illic                                    | Komponist, Co-Texter    |
| 1996 | Mädchen sind was Wunderbares                                | Oliver Thomas                                 | Komponist, Produzent    |
| 1979 | Männer gibt’s, die gibt’s gar nicht                         | Gaby Baginsky                                 | Komponist               |
| 2008 | Männer woll’n immer nur dein bestes                         | Stefanie Hertel                               | Komponist, Produzent    |
| 1997 | Märchenaugen                                                | Oliver Thomas                                 | Komponist, Produzent    |
| 2004 | Magic Moments                                               | Geschwister Hofmann                           | Komponist, Produzent    |
| 1987 | Magic Star                                                  | D. D. Robinson                                | Komponist, Produzent    |
| 1973 | Maja                                                        | Die Flippers                                  | Komponist, Produzent    |
| 1980 | Make Love Whenever You Can                                  | Arabesque                                     | Komponist               |
| 2008 | Mal ganz ehrlich                                            | Helene Fischer                                | Komponist, Produzent    |
| 1987 | Mama Domenica                                               | Andy Borg                                     | Komponist, Produzent    |
| 1978 | Mama Mia                                                    | Die Flippers                                  | Produzent               |
| 1992 | Mama Veronika                                               | Stefanie Hertel                               | Komponist, Produzent    |
| 1999 | Mambofieber                                                 | Stefanie Hertel & Stefan Mross                | Komponist, Produzent    |
| 2000 | Man darf doch wohl noch träumen                             | Geschwister Hofmann                           | Komponist, Produzent    |
| 1989 | Man sagt: Ich liebe dich                                    | Die Paldauer                                  | Komponist, Produzent    |
| 1992 | Man weint nicht einfach so                                  | Didi Robinson                                 | Komponist, Produzent    |
| 1990 | Manchmal braucht man was, an des ma glaub’n kann            | Patrick Lindner                               | Komponist, Produzent    |
| 1998 | Manchmal hat die Sehnsucht Flügel                           | Geschwister Hofmann                           | Komponist, Produzent    |
| 2006 | Manchmal kommt die Liebe einfach so                         | Helene Fischer                                | Komponist, Produzent    |
| 1995 | Manchmal stürzt die Seele ab                                | Kristina Bach                                 | Komponist, Produzent    |
| 1990 | Mandeln und Zimt                                            | Patrick Lindner                               | Komponist, Produzent    |
| 1990 | Manolito Good-Bye                                           | Fernando Express                              | Komponist, Produzent    |
| 1975 | Manolitos Meisterstück                                      | Roberto Blanco                                | Texter                  |
| 2013 | Marathon                                                    | Helene Fischer                                | Komponist, Produzent    |
| 1971 | Marie-Jezabel                                               | Danyel Gérard                                 | Texter                  |
| 1998 | Marie Ann                                                   | André Stade                                   | Komponist, Co-Produzent |
| 1989 | Marie Helene                                                | Claudia Jung                                  | Co-Komponist            |
| 1980 | Marigot Bay                                                 | Arabesque                                     | Komponist               |
| 1980 | Marigot Bay                                                 | Gaby Baginsky                                 | Komponist               |
| 1992 | Marigot Bay                                                 | Fernando Express                              | Komponist, Produzent    |
| 2004 | Marigot Bay                                                 | Nockalm Quintett                              | Komponist               |
| 1976 | Marlena                                                     | Die Flippers                                  | Komponist, Produzent    |
| 1977 | Mary Lee                                                    | Die Flippers                                  | Produzent               |
| 1976 | Mary Madonna                                                | Die Flippers                                  | Produzent               |
| 1994 | Matador                                                     | Kristina Bach                                 | Komponist, Produzent    |
| 1995 | Max, das kleine Murmeltier                                  | Stefanie Hertel                               | Komponist, Produzent    |
| 1991 | Mehr Zeit für uns beide                                     | Stefanie Hertel                               | Komponist, Produzent    |
| 1999 | Mei Schatz, der hat’s                                       | Marianne & Michael                            | Komponist, Produzent    |
| 1992 | Mein Herz ist da drob’n in den Bergen                       | Marianne & Michael                            | Komponist, Produzent    |
| 1983 | Mein Hit heißt Susi Schmidt                                 | Holger Thomas                                 | Komponist, Produzent    |
| 2010 | Mein Kind                                                   | Stefanie Hertel                               | Komponist, Produzent    |
| 1982 | Mein Lied hat kein Zuhaus’                                  | Nicole                                        | Komponist               |
| 1996 | Mein Märchenprinz sieht aus wie du                          | Stefanie Hertel                               | Komponist, Produzent    |
| 2000 | Mein Schatz, das muss ein Jäger sein                        | Geschwister Hofmann                           | Komponist, Produzent    |
| 1973 | Mein Schatz, mein Platz ist neben dir                       | Maren                                         | Texter                  |
| 1996 | Mein schönstes Geschenk, das bist du                        | Patrick Lindner                               | Komponist, Produzent    |
| 1998 | Mein Schutzengellied                                        | Stefanie Hertel                               | Komponist               |
| 1998 | Mein Sommernachtsgefühl                                     | Oliver Thomas                                 | Komponist, Produzent    |
| 2001 | Mein zärtliches Wunder                                      | Oliver Thomas                                 | Komponist, Produzent    |
| 2004 | Meine Berge werden schweigen                                | Kastelruther Spatzen                          | Komponist               |
| 1972 | Meine große Liebe                                           | Die Flippers                                  | Produzent               |
| 1995 | Meine Lieder streicheln dich                                | Patrick Lindner                               | Komponist, Produzent    |
| 1972 | Meine Stadt (Von Japan nach Amerika)                        | Danyel Gérard                                 | Texter                  |
| 2008 | Meine Welt                                                  | Helene Fischer                                | Komponist, Produzent    |
| 2004 | Melancholie                                                 | Sheila                                        | Komponist, Produzent    |
| 1989 | Mensch Meier, a Bayer                                       | Die Kaiserlich Böhmischen                     | Komponist               |
| 2010 | Met jou samen leven                                         | Laura Lynn                                    | Komponist               |
| 1973 | Michael                                                     | Tina York                                     | Komponist               |
| 2008 | Michaela                                                    | Willi Herren (Songtitel: Michaela…du Luder)   | Co-Texter               |
| 2008 | Michaela                                                    | Bata Illic & Eike Immel                       | Co-Texter               |
| 2012 | Michaela                                                    | Sandro Hoffmann                               | Co-Texter               |
| 1980 | Midnight Dancer                                             | Arabesque                                     | Komponist               |
| 2007 | Millionen Sterne lügen nicht                                | Kastelruther Spatzen                          | Komponist               |
| 1970 | Minnesota                                                   | Fred Kornelius                                | Komponist               |
| 1994 | Mit dem Albatros nach Süden                                 | Fernando Express                              | Komponist, Produzent    |
| 1992 | Mit dem Sonnenschein im Herzen                              | Stefanie Hertel                               | Komponist, Produzent    |
| 2010 | Mit den Augen des Adlers                                    | Kastelruther Spatzen                          | Komponist               |
| 2002 | Mit den Augen des Herzens                                   | Stefanie Hertel                               | Komponist, Produzent    |
| 2003 | Mit dir geh’ ich mal viel zu weit                           | Oliver Thomas                                 | Komponist, Produzent    |
| 1976 | Mit dir leben                                               | Costa Cordalis                                | Texter                  |
| 1996 | Mit einem Koffer voller Sonnenschein                        | Stefanie Hertel                               | Komponist, Produzent    |
| 2007 | Mit Feuer und Flamme                                        | Geschwister Hofmann                           | Komponist, Produzent    |
| 2010 | Mit jedem Lied beginnt ein neuer Traum                      | Stefanie Hertel                               | Komponist, Produzent    |
| 2013 | Mit keinem andern                                           | Helene Fischer                                | Komponist, Produzent    |
| 1998 | Mit offenen Karten                                          | André Stade                                   | Komponist, Co-Produzent |
| 1973 | Mit Pauken und Trompeten                                    | Toby Mahler                                   | Komponist               |
| 2005 | Mit Sehnsucht ist ein Tag so lang (Niemand weint für immer) | Patrick Lindner                               | Komponist, Produzent    |
| 2007 | Mitten im Paradies                                          | Helene Fischer                                | Komponist, Produzent    |
| 2010 | Mitten im Paradies                                          | Helene Fischer (Songtitel: Everything I Need) | Komponist, Produzent    |
| 2010 | Mitten im Paradies                                          | Trisha (Songtitel: In je blauwe ogen)         | Komponist               |
| 2004 | Mitten im Vulkan                                            | Geschwister Hofmann                           | Komponist, Produzent    |
| 2004 | Mitternachtstiger                                           | Geschwister Hofmann                           | Komponist, Produzent    |
| 1990 | Mittsommernacht                                             | Claudia Jung                                  | Co-Komponist            |
| 1991 | Mona                                                        | Die Paldauer                                  | Komponist, Co-Produzent |
| 2004 | Mona Lisa’s Lächeln                                         | Sheila                                        | Komponist, Produzent    |
| 2004 | Mondscheinsonate                                            | Stefanie Hertel                               | Komponist, Produzent    |
| 1975 | Mony                                                        | Mario Aita                                    | Komponist               |
| 1982 | Moorea                                                      | Arabesque                                     | Komponist               |
| 2009 | Morgenrotgefühl                                             | Geschwister Hofmann                           | Komponist, Produzent    |
| 1990 | Münchner Kindl                                              | Patrick Lindner                               | Komponist, Produzent    |
| 2007 | Mut zum Gefühl                                              | Helene Fischer                                | Komponist, Produzent    |
| 2010 | Mut zum Mut                                                 | Stefanie Hertel                               | Komponist, Produzent    |
| 2010 | My Heart Belongs to You                                     | Helene Fischer                                | Komponist, Produzent    |
| 1980 | Mykonos                                                     | Die Flippers                                  | Produzent               |

## N
| Jahr | Titel                              | Interpret           | Funktion                   |
| ---- | ---------------------------------- | ------------------- | -------------------------- |
| 1998 | Nenn es Liebe oder Wahnsinn        | Michelle            | Komponist, Produzent       |
| 1993 | Nicht jeder kann ein Mozart sein   | Stefanie Hertel     | Komponist, Produzent       |
| 2010 | Nicht von dieser Welt              | Helene Fischer      | Komponist, Produzent       |
| 1975 | Nie kann ich vergessen             | Die Flippers        | Produzent                  |
| 1996 | Niemand außer dir                  | Patrick Lindner     | Komponist, Produzent       |
| 1980 | Nights in the Harbour              | Arabesque           | Komponist                  |
| 2007 | Nimm mich mit in deine Träume      | Geschwister Hofmann | Komponist, Produzent       |
| 1998 | Nimm mich mit in die Berge         | Stefanie Hertel     | Komponist, Produzent       |
| 2004 | Nürnberger Christkindlesmarkt      | Florian Silbereisen | Komponist                  |
| 1988 | Nur der Kondor war sein Freund     | Andy Borg           | Komponist, Produzent       |
| 1983 | Nur ein Bild mit Autogramm         | Costa Cordalis      | Co-Komponist, Co-Produzent |
| 1976 | Nur ein Bild von dir               | Die Flippers        | Produzent                  |
| 1981 | Nur ein Clown versteckt die Tränen | Ireen Sheer         | Komponist                  |
| 1971 | Nur ein Wort                       | Piera Martell       | Komponist                  |
| 1976 | Nur von einem sollst du träumen    | Die Flippers        | Komponist, Produzent       |
| 2011 | Nur wer den Wahnsinn liebt         | Helene Fischer      | Komponist, Produzent       |
| 1989 | Nur wer die Liebe kennt            | Frank Pavell        | Komponist, Produzent       |
| 2007 | Nur wer noch träumen kann          | Helene Fischer      | Komponist, Produzent       |
| 1972 | Nur wer wagt, gewinnt              | Danyel Gérard       | Texter                     |

## O
| Jahr | Titel                                        | Interpret       | Funktion             |
| ---- | -------------------------------------------- | --------------- | -------------------- |
| 1977 | Oh Miranda                                   | Tony Marshall   | Komponist            |
| 1977 | Oh, Oh, Christina                            | Die Flippers    | Produzent            |
| 1972 | Oh-la-la                                     | Die Flippers    | Produzent            |
| 1976 | Ohne dich bin ich verloren                   | Die Flippers    | Produzent            |
| 1992 | Ohne Zärtlichkeit geht gar nix               | Patrick Lindner | Komponist, Produzent |
| 1995 | Oma, du verstehst mich nicht (Oberaffengeil) | Stefanie Hertel | Komponist, Produzent |
| 1980 | Once in a Blue Moon                          | Arabesque       | Komponist            |
| 1973 | One and One Is One                           | Windows         | Komponist            |
| 2010 | Only Dreamers                                | Helene Fischer  | Komponist, Produzent |
| 1990 | Op weg naar het geluk                        | Frans Bauer     | Komponist            |

## P
| Jahr | Titel                     | Interpret           | Funktion                |
| ---- | ------------------------- | ------------------- | ----------------------- |
| 1983 | Pack It Up                | Arabesque           | Komponist               |
| 1988 | Paloma, paloma            | Andy Borg           | Komponist, Produzent    |
| 1991 | Papa, die Oma hat erzählt | Stefanie Hertel     | Komponist, Produzent    |
| 2002 | Paradiso Paradiso         | Fernando Express    | Komponist, Produzent    |
| 1980 | Parties in a Penthouse    | Arabesque           | Komponist               |
| 1996 | Pepito                    | Geschwister Hofmann | Komponist, Produzent    |
| 1979 | Peppermint Jack           | Arabesque           | Komponist               |
| 2011 | Phänomen                  | Helene Fischer      | Komponist, Produzent    |
| 1993 | Piano, piano              | Fernando Express    | Komponist, Produzent    |
| 2002 | Piano, piano              | Michael Morgan      | Komponist, Co-Produzent |
| 2008 | Piroschka                 | Fernando Express    | Komponist, Produzent    |
| 1979 | Plastic Heart             | Arabesque           | Komponist               |
| 1993 | Prinz Eisenherz           | Michelle            | Komponist, Produzent    |
| 1999 | Prinzessin der Nacht      | Oliver Thomas       | Komponist, Produzent    |
| 1982 | Prison of Love            | Arabesque           | Komponist               |

## R
| Jahr | Titel                                  | Interpret           | Funktion             |
| ---- | -------------------------------------- | ------------------- | -------------------- |
| 1973 | Rab-Da-Da-Dab                          | Martin Mann         | Co-Komponist         |
| 1982 | Rainy Love Affair                      | Arabesque           | Komponist            |
| 2001 | Ramba Zamba und Tequila                | Geschwister Hofmann | Komponist, Produzent |
| 2003 | Regenbogenaugen                        | Oliver Thomas       | Komponist, Produzent |
| 1990 | Regen auf der Haut                     | Tanja Jonak         | Komponist, Produzent |
| 1991 | Reigen der Nacht                       | Kristina Bach       | Komponist, Produzent |
| 2013 | Reiss die Mauern ein                   | Peter Michael       | Komponist, Produzent |
| 1994 | Rendezvous mit dem Feuer               | Kristina Bach       | Komponist, Produzent |
| 2004 | Reparier’ meine Seele                  | Stefanie Hertel     | Komponist, Produzent |
| 1992 | Rio Bravo                              | Fernando Express    | Komponist, Produzent |
| 1979 | Rock’n Roll Lady                       | Die Flippers        | Komponist, Produzent |
| 1977 | Rock ‘N’ Roll                          | Die Flippers        | Komponist, Produzent |
| 1979 | Rock Me After Midnight                 | Arabesque           | Komponist            |
| 1980 | Roller Star                            | Arabesque           | Komponist            |
| 1976 | Rosalie                                | Die Flippers        | Komponist, Produzent |
| 2006 | Rosarote Wolken                        | Stefanie Hertel     | Komponist            |
| 1974 | Rosemarie                              | Die Flippers        | Komponist, Produzent |
| 1991 | Rosen sind Boten der Liebe             | Die Paldauer        | Produzent            |
| 1974 | Rote Rosen in blauer Nacht             | Die Flippers        | Produzent            |
| 1998 | Rote Rosen und ein schneeweisses Kleid | Oliver Thomas       | Komponist, Produzent |
| 1991 | Rote Sonne in der Nacht                | Tanja Jonak         | Komponist, Produzent |
| 1989 | Roter Horizont                         | Claudia Jung        | Co-Komponist         |
| 2000 | Rühr mich nicht an                     | Michelle            | Komponist, Produzent |
| 1981 | Run the Show                           | Arabesque           | Komponist            |
| 2006 | Runter vom Sofa                        | Stefanie Hertel     | Komponist, Produzent |

## S
| Jahr | Titel                                               | Interpret                         | Funktion                     |
| ---- | --------------------------------------------------- | --------------------------------- | ---------------------------- |
| 1990 | S’Reserl vom Mariental                              | Patrick Lindner                   | Komponist, Produzent         |
| 1996 | Sag einfach heute ist heut’                         | Geschwister Hofmann               | Komponist, Produzent         |
| 2001 | Sag mir, wo bleibt die Zärtlichkeit                 | Geschwister Hofmann               | Komponist, Produzent         |
| 1991 | Sag niemals für immer                               | Die Paldauer                      | Co-Produzent                 |
| 1975 | Sah ein Knab’ ein Röslein steh’n                    | Die Flippers                      | Produzent                    |
| 2004 | Samoa Moonlight                                     | Fernando Express                  | Komponist, Produzent         |
| 1986 | San Bernardino                                      | Heino                             | Komponist                    |
| 1986 | San Bernardino                                      | Lubomir                           | Komponist, Produzent         |
| 1988 | San Bernardino                                      | Trientiner Bergsteigerchor        | Komponist                    |
| 1992 | San Bernardino                                      | Coro Croz Coronna                 | Komponist                    |
| 1999 | Sand auf deiner Haut                                | André Stade                       | Komponist, Co-Produzent      |
| 1972 | Santa Maria                                         | Die Flippers                      | Produzent                    |
| 2002 | Santo Domingo, die Sterne und du                    | Fernando Express                  | Komponist, Produzent         |
| 2013 | Sarah                                               | Peter Michael                     | Komponist, Produzent         |
| 2007 | Schatten im Regenbogenland                          | Helene Fischer                    | Komponist, Produzent         |
| 1994 | Schau in den Brunnen der Träume                     | Kastelruther Spatzen              | Komponist                    |
| 1977 | Schau in den Spiegel, du bist schön                 | Die Flippers                      | Komponist, Produzent         |
| 1996 | Schenk mir deine letzten Tränen                     | Patrick Lindner                   | Komponist, Produzent         |
| 1997 | Schläfst du schon                                   | Michelle                          | Komponist, Produzent         |
| 2002 | Schläft dein Herz bei ihr                           | Kristina Bach                     | Komponist, Produzent         |
| 1997 | Schlafsack oder Himmelbett                          | Michelle                          | Komponist, Produzent         |
| 1978 | Schmeiss den Kuckuck aus dem Nest                   | Ingrid Peters                     | Co-Komponist, Co-Texter      |
| 1994 | Schmetterling im Schnee                             | Patrick Lindner                   | Komponist, Produzent         |
| 1991 | Schmetterlinge                                      | Claudia Jung                      | Co-Komponist                 |
| 1995 | Schmetterlinge sind frei                            | Michelle                          | Komponist, Produzent         |
| 1998 | Schmetterlingsgefühle                               | Michelle                          | Komponist, Produzent         |
| 2013 | Schnee von gestern                                  | Peter Michael                     | Komponist, Produzent         |
| 1975 | Schöne Carmencita                                   | Die Flippers                      | Komponist, Produzent         |
| 2006 | Schuld war nur der Sirtaki                          | Geschwister Hofmann               | Komponist, Produzent         |
| 2001 | Schwabamädle                                        | Geschwister Hofmann               | Komponist, Produzent         |
| 1991 | Schwarzer Engel Einsamkeit                          | Die Paldauer                      | Co-Produzent                 |
| 2008 | Schwerelos                                          | Geschwister Hofmann               | Komponist, Produzent         |
| 1993 | Schwindlig geküßt                                   | Michelle                          | Komponist, Produzent         |
| 2011 | Sehnsucht                                           | Helene Fischer                    | Komponist, Produzent         |
| 1990 | Sehnsucht ist ein anderes Wort                      | Claudia Jung                      | Co-Komponist                 |
| 2002 | Sehnsucht ist unsterblich                           | Michael Morgan                    | Komponist, Co-Produzent      |
| 1997 | Sehnsucht ist, wenn dich mein Herz vermisst         | Oliver Thomas                     | Komponist, Produzent         |
| 1999 | Sehnsucht kannst du nicht verbieten                 | Uta Bresan                        | Komponist, Produzent         |
| 1990 | Sehnsucht nach Samoa                                | Fernando Express                  | Co-Komponist                 |
| 2001 | Sei bloß kein Engel                                 | Oliver Thomas                     | Komponist, Produzent         |
| 1996 | Sei du meine Insel                                  | Fernando Express                  | Komponist, Produzent         |
| 2001 | Sei einfach du                                      | Kristina Bach                     | Komponist, Produzent         |
| 2003 | Sei stark, wenn ich schwach bin                     | Geschwister Hofmann               | Komponist, Produzent         |
| 1995 | Sei zärtlich, wenn du kommst (Leise, wenn du gehst) | Michelle                          | Komponist, Produzent         |
| 2003 | Sempre amore                                        | Geschwister Hofmann               | Komponist, Produzent         |
| 1993 | Septemberschnee                                     | Kastelruther Spatzen              | Komponist                    |
| 1990 | Serenade für zwei                                   | Claudia Jung                      | Co-Komponist                 |
| 1998 | Serenata d’amore                                    | Fernando Express                  | Komponist, Produzent         |
| 1971 | Sie war nicht schön                                 | Danyel Gérard                     | Texter                       |
| 2008 | Sieben Nächte                                       | Fernando Express                  | Komponist, Produzent         |
| 1996 | Sierra Caliente                                     | Fernando Express                  | Komponist, Produzent         |
| 1972 | Sierra Nevada                                       | Lord Ulli                         | Komponist                    |
| 1991 | Silbermond und gold'ne Sterne                       | Die Paldauer                      | Co-Produzent                 |
| 1994 | Silbermond und Sternenfeuer                         | Michelle                          | Komponist, Produzent         |
| 1996 | Silbervogel                                         | Fernando Express                  | Komponist, Produzent         |
| 2004 | Simsalabim                                          | Geschwister Hofmann               | Komponist, Produzent         |
| 1993 | Singen macht die Herzen frei                        | Stefanie Hertel                   | Komponist, Produzent         |
| 1978 | Six Times a Day                                     | Arabesque                         | Komponist                    |
| 1991 | So a Stückerl heile Welt                            | Stefanie Hertel                   | Komponist, Produzent         |
| 1991 | So a Stückerl heile Welt                            | Alexandra Sükar                   | Komponist, Produzent         |
| 1995 | So ein Sonntag ohne Fernseh’n                       | Stefanie Hertel & Eberhard Hertel | Komponist, Produzent         |
| 1992 | So ein Tag mit guten Freunden                       | Patrick Lindner                   | Komponist, Produzent         |
| 1993 | So hast du mich schon lang nicht mehr geküsst       | Kastelruther Spatzen              | Komponist                    |
| 1992 | So hast du nie die Berge geseh’n                    | Kastelruther Spatzen              | Komponist                    |
| 2013 | So kann das Leben sein                              | Helene Fischer                    | Komponist, Produzent         |
| 1989 | So Long Sweet Love                                  | Albin Berger                      | Komponist, Produzent         |
| 2007 | So nah wie du                                       | Helene Fischer                    | Komponist, Produzent         |
| 1973 | So schön wie heute und morgen                       | Maren                             | Texter                       |
| 2010 | So viel Zeit muss sein                              | Geschwister Hofmann               | Komponist, Produzent         |
| 1975 | So war es noch nie                                  | Maren                             | Co-Komponist, Produzent      |
| 1973 | So war ich noch nie verliebt                        | Bata Illic                        | Komponist                    |
| 2000 | So was wie Liebe                                    | Michelle                          | Komponist, Produzent         |
| 1998 | So wie du, so liebst nur du                         | Oliver Thomas                     | Komponist, Produzent         |
| 1973 | So wie im Märchen                                   | Peter Orloff                      | Co-Komponist                 |
| 2001 | So wie’s früher mal war                             | Geschwister Hofmann               | Komponist, Produzent         |
| 1978 | So wirst du nie meine Braut                         | Die Flippers                      | Komponist, Produzent         |
| 2006 | Solang dein Herz noch für mich schlägt              | Helene Fischer                    | Komponist, Produzent         |
| 2010 | Solang der Wind uns trägt                           | Geschwister Hofmann               | Komponist, Produzent         |
| 1998 | Solang mein Herz noch schlägt                       | Fernando Express                  | Komponist, Produzent         |
| 2007 | Solang noch Wunder möglich sind                     | Fernando Express                  | Komponist, Produzent         |
| 1990 | Solang’ es deine Sehnsucht gibt                     | Michael Larsen                    | Komponist, Produzent         |
| 1985 | Solang’ wir träumen, leben wir                      | MoMo                              | Komponist, Texter, Produzent |
| 1978 | Someone Is Waiting for You                          | Arabesque                         | Komponist                    |
| 2010 | Sometimes Love                                      | Helene Fischer                    | Komponist, Produzent         |
| 2006 | Sommer, Sonne, Holiday                              | Geschwister Hofmann               | Komponist, Produzent         |
| 1986 | Sommer in Athen                                     | Claudia Jung                      | Co-Komponist,                |
| 2004 | Sommerregen auf der Haut                            | Sheila                            | Komponist, Produzent         |
| 1998 | Sommerträume                                        | Fernando Express                  | Komponist, Produzent         |
| 1993 | Sommerwind und Julia                                | Die Paldauer                      | Komponist, Co-Produzent      |
| 2007 | Sonne im Gesicht                                    | Fernando Express                  | Komponist, Produzent         |
| 1998 | Sonnenschein und Wolkenbruch                        | Oliver Thomas                     | Komponist, Produzent         |
| 2008 | Sonnenscheingefühl                                  | Fernando Express                  | Komponist, Produzent         |
| 2000 | Sonnentaucher                                       | Fernando Express                  | Komponist                    |
| 2005 | Soviel Liebe lebt in dir                            | Patrick Lindner                   | Komponist, Produzent         |
| 1989 | Sowas liabs wie di                                  | Patrick Lindner                   | Komponist, Produzent         |
| 2004 | Spiel ganz leise die Balalaika                      | Sheila                            | Komponist, Produzent         |
| 1975 | Spiel nicht mit dem Feuer                           | Die Flippers                      | Produzent                    |
| 1990 | Spuren einer Nacht                                  | Claudia Jung                      | Co-Komponist                 |
| 1991 | Spuren im Wind                                      | Kristina Bach                     | Komponist, Produzent         |
| 1991 | Spuren im Wind                                      | Ute Geller                        | Komponist                    |
| 1998 | Spurlos verschwunden                                | Kastelruther Spatzen              | Komponist                    |
| 2008 | Stärker als die Freiheit                            | Stefanie Hertel                   | Komponist, Produzent         |
| 1974 | Steig’ in das Boot heute Nacht, Anna Lena           | Costa Cordalis                    | Texter                       |
| 1988 | Stell’ dir vor, wir wärn’ uns nie begegnet          | Andy Borg                         | Komponist, Produzent         |
| 2001 | Stella d’amore                                      | Geschwister Hofmann               | Komponist, Produzent         |
| 2009 | Sterker dan de vrijheid                             | Lindsay                           | Komponist                    |
| 1996 | Sterne über’m Rosengarten                           | Kastelruther Spatzen              | Komponist                    |
| 1995 | Sternenhimmelgefühl                                 | Nockalm Quintett                  | Komponist                    |
| 1989 | Sternennacht                                        | D. D. Robinson                    | Komponist, Produzent         |
| 1990 | Still, still, weil’s Kindlein schlafen will         | Patrick Lindner                   | Produzent                    |
| 1990 | Stille Nacht                                        | Patrick Lindner                   | Produzent                    |
| 1995 | Stimmen der Nacht                                   | Kristina Bach                     | Komponist, Produzent         |
| 1984 | Stop Crying for the Moon                            | Arabesque                         | Komponist                    |
| 2002 | Strassenmusikant (spiel weiter, spiel lauter)       | Stefanie Hertel                   | Komponist, Produzent         |
| 1999 | Streich’ den Himmel einfach blau                    | Stefanie Hertel & Stefan Mross    | Komponist, Produzent         |
| 1989 | Stumme Signale                                      | Claudia Jung                      | Co-Komponist                 |
| 1983 | Stupid Boys                                         | Arabesque                         | Komponist                    |
| 1999 | Such mich, Jane                                     | André Stade                       | Co-Produzent                 |
| 1972 | Südamerika                                          | Die Flippers                      | Produzent                    |
| 2002 | Südlich der Sehnsucht                               | Fernando Express                  | Komponist, Produzent         |
| 1983 | Sunrise in Your Eyes                                | Arabesque                         | Komponist                    |
| 1984 | Sunset in New York                                  | Arabesque                         | Komponist                    |
| 1976 | Surf Baby Surf                                      | Die Flippers                      | Komponist, Produzent         |
| 1982 | Surfing Bahama                                      | Arabesque                         | Komponist                    |
| 1990 | Susanna                                             | Michael Larsen                    | Komponist, Produzent         |
| 1970 | Sweet City Girl                                     | Die Flippers                      | Produzent                    |
| 1974 | Sweet Honeybee                                      | The Soulful Dynamics              | Komponist                    |
| 1972 | Sweet Sweet Love                                    | Die Flippers                      | Produzent                    |

## T
| Jahr | Titel                                                                  | Interpret                                    | Funktion                |
| ---- | ---------------------------------------------------------------------- | -------------------------------------------- | ----------------------- |
| 2000 | Tagträumer                                                             | Michelle                                     | Komponist, Produzent    |
| 1980 | Take Me Don’t Break Me                                                 | Arabesque                                    | Komponist               |
| 1980 | Take Me Don’t Break Me                                                 | Benny (Songtitel: Montag ist Schontag)       | Komponist               |
| 2010 | Talisman                                                               | Geschwister Hofmann                          | Komponist, Produzent    |
| 1982 | Tall Story Teller                                                      | Arabesque                                    | Komponist               |
| 1994 | Tango mit Fernando                                                     | Kristina Bach                                | Komponist, Produzent    |
| 2006 | Tanz auf dem Vulkan                                                    | Fernando Express                             | Komponist, Produzent    |
| 2000 | Tanz doch einmal wieder Tango                                          | Stefanie Hertel                              | Komponist, Produzent    |
| 1989 | Tanz mit mir Corinna                                                   | Die Paldauer                                 | Komponist, Produzent    |
| 1990 | Tanz mit mir Corinna                                                   | Paul Severs (Songtitel: Dans met mij Corina) | Komponist               |
| 2008 | Tanz noch einmal mit mir                                               | Helene Fischer                               | Komponist, Produzent    |
| 2010 | Tanzen, bis der Morgen erwacht                                         | Geschwister Hofmann                          | Komponist, Produzent    |
| 2010 | Tanzende Engel                                                         | Stefanie Hertel                              | Komponist, Produzent    |
| 1991 | Tarantella um Mitternacht                                              | Kristina Bach                                | Komponist, Produzent    |
| 2004 | Tau das Eis in meiner Seele                                            | Fernando Express                             | Komponist, Produzent    |
| 1998 | Tauch in mich hinein                                                   | Michelle                                     | Komponist, Produzent    |
| 2009 | Tausend gute Gründe                                                    | Helene Fischer                               | Komponist, Produzent    |
| 1993 | Tausend kleine Himmel                                                  | Stefanie Hertel                              | Komponist, Produzent    |
| 1996 | Tausend Sonnen                                                         | Patrick Lindner                              | Komponist, Produzent    |
| 2007 | Tausend und ein Gefühl                                                 | Fernando Express                             | Komponist, Produzent    |
| 2000 | Tausend und ein Tag                                                    | Michelle                                     | Komponist, Produzent    |
| 1995 | Tausend und eine Nacht                                                 | Fernando Express                             | Komponist, Produzent    |
| 2002 | Tausendmal stärker                                                     | Stefanie Hertel                              | Komponist, Produzent    |
| 2013 | Te quiero                                                              | Helene Fischer                               | Produzent               |
| 1972 | Teddybär                                                               | Danyel Gérard                                | Texter                  |
| 1996 | Ten einde raad                                                         | Sandra Vanreys                               | Komponist               |
| 2007 | That’s Life                                                            | Geschwister Hofmann                          | Komponist, Produzent    |
| 1981 | The Doctor Likes Music                                                 | Arabesque                                    | Komponist               |
| 1982 | The End of the Show                                                    | Arabesque                                    | Komponist               |
| 1981 | The Hero of My Life                                                    | Arabesque                                    | Komponist               |
| 1978 | The Man with the Gun                                                   | Arabesque                                    | Komponist               |
| 1980 | The Only Night Was a Lonely Night                                      | Arabesque                                    | Komponist               |
| 1981 | The Rebels of the Bounty                                               | Arabesque                                    | Komponist               |
| 1984 | The Smile of a Clown                                                   | Arabesque                                    | Komponist               |
| 1998 | Ti amo, Angelo                                                         | Fernando Express                             | Komponist, Produzent    |
| 1973 | Ticket                                                                 | Manfred Morgan                               | Texter                  |
| 2001 | Tief in mir lebt ein Traum                                             | Michelle                                     | Komponist, Produzent    |
| 1984 | Time to Say ‘Good Bye’                                                 | Arabesque                                    | Komponist               |
| 1981 | Tommy komm nach Haus                                                   | Gaby Baginsky                                | Komponist               |
| 1988 | Tommys Tränen                                                          | Claudia Jung                                 | Co-Komponist            |
| 2004 | Totale Gefühle                                                         | Stefanie Hertel                              | Komponist, Produzent    |
| 1982 | Touch and Go                                                           | Arabesque                                    | Komponist               |
| 1965 | Tränen in den Augen (auch bekannt als: Du hast ja Tränen in den Augen) | Costa Cordalis                               | Co-Produzent            |
| 1990 | Tränen machen stumm                                                    | Tanja Jonak                                  | Komponist, Produzent    |
| 2006 | Träume an die Macht                                                    | Geschwister Hofmann                          | Komponist, Produzent    |
| 1971 | Träume der Erinnerung                                                  | Die Flippers                                 | Produzent               |
| 1983 | Träume mal schön von Hawaii                                            | Paola                                        | Texter                  |
| 1993 | Träume schlagen Purzelbäume                                            | Stefanie Hertel                              | Komponist, Produzent    |
| 1987 | Träume sterben nie                                                     | Claudia Jung                                 | Co-Komponist            |
| 2005 | Träume, die wie Feuer sind                                             | Geschwister Hofmann                          | Komponist, Produzent    |
| 1988 | Träumen kann man nie zuviel                                            | Thomas & Thomas                              | Komponist, Produzent    |
| 2005 | Träumer können fliegen                                                 | Fernando Express                             | Komponist, Produzent    |
| 1990 | Traumfrau                                                              | Michael Larsen                               | Komponist, Produzent    |
| 1995 | Traumtänzerball                                                        | Michelle                                     | Komponist, Produzent    |
| 1984 | Tropical Summer Night                                                  | Arabesque                                    | Komponist               |
| 1973 | Tschau…                                                                | Martina Mai                                  | Co-Komponist, Co-Texter |
| 1979 | Tu, was du nicht lassen kannst                                         | Gaby Baginsky                                | Komponist               |

## U
| Jahr | Titel                                           | Interpret                                                                  | Funktion                |
| ---- | ----------------------------------------------- | -------------------------------------------------------------------------- | ----------------------- |
| 2007 | Über alle 7 Meere                               | Fernando Express                                                           | Komponist, Produzent    |
| 1971 | Über Delphi ging die Sonne auf                  | Daliah Lavi                                                                | Texter                  |
| 1975 | Über Delphi ging die Sonne auf                  | Costa Cordalis                                                             | Texter                  |
| 1992 | Über jedes Bacherl geht a Brückerl              | Stefanie Hertel                                                            | Komponist, Produzent    |
| 1989 | Una fiesta español                              | Roland B.                                                                  | Komponist               |
| 2003 | Und ab geht die Post                            | Oliver Thomas                                                              | Komponist, Produzent    |
| 1992 | Und alles an einem Tag                          | Patrick Lindner                                                            | Komponist, Produzent    |
| 2010 | Und alles an einem Tag                          | Tom Mandl                                                                  | Komponist               |
| 1996 | Und alles aus Liebe zu dir                      | Patrick Lindner                                                            | Komponist, Produzent    |
| 2010 | Und alles aus Liebe zu dir                      | Tom Mandl                                                                  | Komponist               |
| 2004 | Und dabei wollt’ ich dich vergessen             | Sheila                                                                     | Komponist, Produzent    |
| 2010 | Und dafür lebe ich                              | Geschwister Hofmann                                                        | Komponist, Produzent    |
| 1998 | Und dann brauch ich nur in deine Augen zu seh’n | Stefanie Hertel & Stefan Mross                                             | Komponist, Produzent    |
| 2009 | Und dann hat es Träume geregnet                 | Geschwister Hofmann                                                        | Komponist, Produzent    |
| 1996 | Und der Wind sang sein Ave Maria                | Geschwister Hofmann                                                        | Komponist, Produzent    |
| 1994 | Und die Erde steht still                        | Kristina Bach                                                              | Komponist, Produzent    |
| 1993 | Und die Nacht wird schweigen                    | Michelle                                                                   | Komponist, Produzent    |
| 2005 | Und ein Traum geht auf die Reise                | Fernando Express                                                           | Komponist, Produzent    |
| 1988 | Und es war Sommer in San Miguel                 | Albin Berger                                                               | Komponist, Produzent    |
| 1983 | Und es wird Frühling                            | Costa Cordalis                                                             | Texter                  |
| 1991 | Und ewig singen die Wälder                      | Stefanie Hertel                                                            | Komponist, Produzent    |
| 2000 | Und ewig wird der Himmel brennen                | Kastelruther Spatzen                                                       | Komponist               |
| 1997 | Und Frieden den Menschen auf Erden              | Bernd Clüver                                                               | Komponist               |
| 2005 | Und führe mich in Versuchung                    | Oliver Thomas                                                              | Komponist, Produzent    |
| 1999 | Und führe mich nicht in Versuchung              | Kastelruther Spatzen                                                       | Komponist               |
| 1992 | Und heut’ Nacht will ich tanzen                 | Michelle                                                                   | Komponist, Produzent    |
| 1992 | Und heute nacht wird Josy träumen               | Patrick Lindner                                                            | Komponist, Produzent    |
| 1990 | Und ich lieb’ dich noch immer                   | Michael Larsen                                                             | Komponist, Produzent    |
| 1993 | Und ich liebe diese Erde                        | Stefanie Hertel                                                            | Komponist, Produzent    |
| 2007 | Und ich vermiss dich auch                       | Helene Fischer                                                             | Komponist, Produzent    |
| 1992 | Und in der Nacht, da brauch’ i di'’ zum Träumen | Nockalm Quintett                                                           | Komponist               |
| 1996 | Und in Moskau fiel der Regen                    | Patrick Lindner                                                            | Komponist, Produzent    |
| 2010 | Und in Moskau fiel der Regen                    | Tom Mandl                                                                  | Komponist               |
| 2006 | Und morgen früh küss ich dich wach              | Helene Fischer                                                             | Komponist, Produzent    |
| 2008 | Und morgen früh küss ich dich wach              | Lindsay (Songtitel: Van ’s morgens vroeg tot ’s avonds laat)               | Komponist               |
| 2009 | Und morgen früh küss ich dich wach              | Lindsay & The Sunsets (Songtitel: Van ’s morgens vroeg tot ’s avonds laat) | Komponist               |
| 2009 | Und morgen früh küss ich dich wach              | The Sunsets (Songtitel: Van ’s morgens vroeg tot ’s avonds laat)           | Komponist               |
| 2013 | Und morgen früh küss ich dich wach              | Captain Cook und seine singenden Saxophone                                 | Komponist               |
| 2004 | Und morgen geht’s weiter                        | Stefanie Hertel & Stefan Mross                                             | Komponist, Produzent    |
| 1978 | Und sie war erst 17 Jahr                        | Die Flippers                                                               | Produzent               |
| 1998 | Und sowas muss um zehn nach Haus                | Oliver Thomas                                                              | Komponist, Produzent    |
| 1994 | Und vergiß nicht, von mir zu träumen            | Patrick Lindner                                                            | Komponist, Produzent    |
| 2010 | Und weil’s so schön war…noch einmal             | Stefanie Hertel                                                            | Komponist, Produzent    |
| 2003 | Und wenn ich frier’ heut Nacht                  | Geschwister Hofmann                                                        | Komponist, Produzent    |
| 1990 | Und wenn’s Nacht wird, gibt’s a Busserl         | Patrick Lindner                                                            | Komponist, Produzent    |
| 2012 | Und wenn’s so wär                               | Helene Fischer                                                             | Komponist, Produzent    |
| 1997 | Und wieder blüh’n die Alpenrosen                | Kastelruther Spatzen                                                       | Komponist               |
| 1998 | Und wir wollten doch mal fliegen                | Michelle                                                                   | Komponist, Produzent    |
| 2009 | Und wir wollten doch mal fliegen                | Andrea Wirth                                                               | Komponist               |
| 2008 | Und Wunder gibt es doch                         | Stefanie Hertel                                                            | Komponist, Produzent    |
| 2002 | Unerreichbar nah                                | Michael Morgan                                                             | Komponist, Co-Produzent |
| 1989 | Unheilbar                                       | Claudia Jung                                                               | Co-Komponist            |
| 1993 | Unschlagbar sanft                               | Michelle                                                                   | Komponist, Produzent    |
| 2013 | Unser Tag                                       | Helene Fischer                                                             | Produzent               |
| 2004 | Unser Traum darf nicht sterben                  | Fernando Express                                                           | Komponist, Produzent    |
| 2002 | Unsichtbare Tränen                              | Mara Kayser                                                                | Komponist               |
| 2002 | Unsichtbares Feuer                              | Michael Morgan & Rosanna Rocci                                             | Komponist, Co-Produzent |
| 2009 | Unsterblich ist die Sehnsucht                   | Geschwister Hofmann                                                        | Komponist, Produzent    |
| 2006 | Unsterblich ist, wer liebt                      | Patrick Lindner                                                            | Komponist, Produzent    |
| 1985 | Unverwundbar                                    | Bernhard Brink                                                             | Komponist               |
| 2005 | Urlaub für die Seele                            | Fernando Express                                                           | Komponist, Produzent    |

## V
| Jahr | Titel                                         | Interpret                                          | Funktion                |
| ---- | --------------------------------------------- | -------------------------------------------------- | ----------------------- |
| 1996 | Vagabunden der Meere                          | Fernando Express                                   | Komponist, Produzent    |
| 1979 | Vagabunden der Straße                         | Die Flippers                                       | Produzent               |
| 1999 | Venus in Jeans                                | André Stade                                        | Komponist, Co-Produzent |
| 1999 | Verdammt viel Glück                           | André Stade                                        | Co-Produzent            |
| 1995 | Verdammt zur Sehnsucht                        | Kristina Bach                                      | Komponist, Produzent    |
| 2008 | Vergeben, vergessen und wieder vertrau’n      | Helene Fischer                                     | Komponist, Produzent    |
| 1991 | Vergessen heißt - halt immer an dich denken   | Patrick Lindner                                    | Komponist, Produzent    |
| 1992 | Vergessen, daß es dich gibt                   | Didi Robinson                                      | Komponist, Produzent    |
| 2009 | Verlieb’ dich nie nach Mitternacht            | Helene Fischer                                     | Komponist, Produzent    |
| 2010 | Verliefd in 1,2,3                             | Lindsay                                            | Komponist               |
| 1990 | Verloren ist noch lange nicht vorbei          | Michael Larsen                                     | Komponist, Produzent    |
| 1989 | Verrückt nach Zärtlichkeit                    | Claudia Jung                                       | Co-Komponist            |
| 1993 | Verrückter Mond                               | Michelle                                           | Komponist, Produzent    |
| 2003 | Versuch’s doch mal mit Ehrlichkeit            | Geschwister Hofmann                                | Komponist, Produzent    |
| 1993 | Versuch’s doch mal mit Herz                   | Geschwister Hofmann                                | Komponist, Produzent    |
| 2000 | Verzeih                                       | Kastelruther Spatzen                               | Komponist               |
| 2002 | Viel mehr Liebe braucht die Welt              | Geschwister Hofmann                                | Komponist, Produzent    |
| 2001 | Viel zu schön, um brav zu sein                | Oliver Thomas                                      | Komponist, Produzent    |
| 1993 | Viel zu tief                                  | Michelle                                           | Komponist, Produzent    |
| 2011 | Vielleicht bin ich viel stärker als du denkst | Helene Fischer                                     | Komponist, Produzent    |
| 2004 | Vielleicht bis bald, vielleicht für immer     | Fernando Express                                   | Komponist, Produzent    |
| 2011 | Villa in der Schlossallee                     | Helene Fischer                                     | Komponist, Produzent    |
| 2005 | Vino in Portofino                             | Fernando Express                                   | Komponist, Produzent    |
| 1979 | Virginia                                      | Die Flippers                                       | Produzent               |
| 1999 | Viva la luna                                  | Oliver Thomas                                      | Komponist, Produzent    |
| 1998 | Viva la montagna                              | Geschwister Hofmann                                | Komponist, Produzent    |
| 1979 | Vogel der Nacht                               | Paola                                              | Co-Komponist, Co-Texter |
| 2009 | Vogel der Nacht                               | Andrea Wirth                                       | Co-Komponist, Co-Texter |
| 2006 | Von hier bis unendlich                        | Helene Fischer                                     | Komponist, Produzent    |
| 2010 | Von hier bis unendlich                        | Helene Fischer (Songtitel: From Here Till Forever) | Komponist, Produzent    |
| 2013 | Von hier bis unendlich                        | Sasha & Davy (Songtitel: Van hier naar oneindig)   | Komponist               |
| 2010 | Von Null auf Sehnsucht                        | Helene Fischer                                     | Komponist, Produzent    |
| 2002 | Vorbei ist vorbei                             | Michael Morgan                                     | Komponist, Co-Produzent |

## W
| Jahr | Titel                                       | Interpret                                   | Funktion                |
| ---- | ------------------------------------------- | ------------------------------------------- | ----------------------- |
| 2000 | Wach’ auf & fang mal an zu träumen          | Stefanie Hertel                             | Komponist, Produzent    |
| 2004 | Wachgeküsst                                 | Stefanie Hertel                             | Komponist, Produzent    |
| 2011 | Wär’ heut’ mein letzter Tag                 | Helene Fischer                              | Komponist, Produzent    |
| 2014 | Wär’ heut’ mein letzter Tag                 | Peter Kraus & Helene Fischer                | Komponist               |
| 1991 | Wahrheit ist ein schmaler Grat              | Kastelruther Spatzen                        | Komponist               |
| 2010 | Wake Me Up                                  | Helene Fischer                              | Komponist, Produzent    |
| 1990 | Wann fangt denn endlich d’ Musi an          | Marianne & Michael                          | Komponist, Produzent    |
| 2013 | Wanneer ik in zijn ogen keek                | Elke                                        | Komponist               |
| 1973 | Warum denn morgen                           | Tina York                                   | Co-Komponist            |
| 1994 | Was bleibt, ist die Musik                   | Kristina Bach                               | Komponist, Produzent    |
| 2001 | Was dich nicht umhaut, macht dich stark     | Geschwister Hofmann                         | Komponist, Produzent    |
| 1973 | Was hast du am Sonntag allein gemacht       | Die Flippers                                | Komponist, Produzent    |
| 1999 | Was ich dir nie sagen konnte                | André Stade                                 | Komponist, Co-Produzent |
| 1991 | Was macht der Elefant in unserem Gartenhaus | Stefanie Hertel & Marianne                  | Komponist, Produzent    |
| 1978 | Was nun kleiner Mann                        | Costa Cordalis                              | Texter                  |
| 1975 | Was willst du denn allein im siebten Himmel | Boba Stefanović                             | Komponist, Produzent    |
| 2000 | Wehe ich weine                              | Michelle                                    | Komponist, Produzent    |
| 1990 | Weihnacht zu Hause                          | Patrick Lindner                             | Komponist, Produzent    |
| 1974 | Weil das Rad der Zeit sich weiter dreht     | Renate Kern                                 | Komponist               |
| 1982 | Weil die da groß sind                       | Costa Cordalis                              | Texter                  |
| 1996 | Weil du so bist, wie du bist                | André Stade                                 | Komponist, Co-Produzent |
| 2001 | Weil es dich gibt                           | Geschwister Hofmann                         | Komponist, Produzent    |
| 1991 | Weil ich dich liebe                         | Die Paldauer                                | Co-Produzent            |
| 2006 | Weil wir alle keine Engel sind              | Patrick Lindner                             | Komponist, Produzent    |
| 1998 | Weil wir wehrlos sind                       | Michelle                                    | Komponist, Produzent    |
| 1990 | Weil’s Christkind bald Geburtstag hat       | Patrick Lindner                             | Komponist, Produzent    |
| 1976 | Weine nicht um Tommy                        | Die Flippers                                | Produzent               |
| 1980 | Weiße Lady, Goodbye                         | Die Flippers                                | Komponist, Produzent    |
| 1990 | Weisse Taube Sehnsucht (aloha)              | Fernando Express                            | Co-Komponist            |
| 1978 | Weißt du, was du mich kannst                | Bernadette Offenbach & Holger Terry         | Co-Komponist            |
| 1994 | Wellen, Wind und schöne Mädchen             | Die Flippers                                | Co-Komponist            |
| 1995 | Wenn a Bua kein Rad’l hat                   | Stefanie Hertel                             | Komponist, Produzent    |
| 1979 | Wenn auf Korfu Hochzeit ist                 | Costa Cordalis                              | Texter                  |
| 2002 | Wenn aus Liebe Freundschaft wird            | Kastelruther Spatzen                        | Komponist               |
| 1989 | Wenn d’ Sehnsucht a’ Vogerl wär’            | Patrick Lindner                             | Komponist, Produzent    |
| 2010 | Wenn der Himmel brennt                      | Patrick Lindner                             | Komponist               |
| 2003 | Wenn der Himmel die Berge küsst             | Kastelruther Spatzen                        | Komponist               |
| 1998 | Wenn der Kondor seine Kreise zieht          | Geschwister Hofmann                         | Komponist, Produzent    |
| 1992 | Wenn der Mond im Schatten steht             | Tanja Jonak                                 | Komponist, Produzent    |
| 1991 | Wenn die Erde bebt                          | Didi Robinson                               | Komponist, Produzent    |
| 1993 | Wenn die Kraniche zieh’n                    | Geschwister Hofmann                         | Komponist, Produzent    |
| 2008 | Wenn die Sehnsucht Lieder schreibt          | Kastelruther Spatzen                        | Komponist               |
| 2006 | Wenn die Sonne ruft                         | Geschwister Hofmann                         | Komponist, Produzent    |
| 1998 | Wenn die Sonnwendfeuer brennen              | Geschwister Hofmann                         | Komponist, Produzent    |
| 1987 | Wenn du aus deinen Wolken fällst            | Andy Borg                                   | Komponist, Produzent    |
| 1998 | Wenn du es willst                           | André Stade                                 | Komponist, Co-Produzent |
| 2000 | Wenn du gehst                               | Michelle                                    | Komponist, Produzent    |
| 1982 | Wenn du heimkommst                          | Paola                                       | Co-Komponist, Co-Texter |
| 1997 | Wenn du heut’ Nacht nicht schlafen kannst   | Oliver Thomas                               | Komponist, Produzent    |
| 1991 | Wenn du heute gehst                         | Die Paldauer                                | Komponist, Co-Produzent |
| 1980 | Wenn du nicht weißt, wohin                  | Suzanne Klee                                | Komponist               |
| 2000 | Wenn du willst, bleib’ ich für immer        | Fernando Express                            | Komponist, Produzent    |
| 2006 | Wenn es die Liebe will                      | Patrick Lindner                             | Komponist, Produzent    |
| 1990 | Wenn i dich seh, muß i träumen              | Patrick Lindner                             | Komponist, Produzent    |
| 2001 | Wenn ich deine Liebe spür’                  | Oliver Thomas                               | Produzent               |
| 1993 | Wenn ich den ersten Walzer tanz             | Stefanie Hertel                             | Komponist, Produzent    |
| 1995 | Wenn nicht deine frechen blauen Augen wär’n | Stefanie Hertel                             | Komponist, Produzent    |
| 1995 | Wenn nicht die kleinen Sünden wär’n         | Geschwister Hofmann                         | Komponist, Produzent    |
| 2008 | Wenn nicht du, wer dann                     | Stefanie Hertel                             | Komponist, Produzent    |
| 1996 | Wenn Sancho die Gitarre nahm                | Geschwister Hofmann                         | Komponist, Produzent    |
| 1976 | Wenn weiße Wolken heimwärts zieh’n          | Die Flippers                                | Komponist, Produzent    |
| 1991 | Wer einmal lügt                             | Patrick Lindner                             | Komponist, Produzent    |
| 2004 | Wer glauben kann, hat Flügel an             | Kastelruther Spatzen                        | Komponist               |
| 1993 | Wer hat noch nie vom Glück geträumt         | Geschwister Hofmann                         | Komponist, Produzent    |
| 1998 | Wer lachen kann, ist besser dran            | Geschwister Hofmann                         | Komponist, Produzent    |
| 1994 | Wer liebt, der sieht ins Herz hinein        | Patrick Lindner                             | Komponist, Produzent    |
| 2006 | Wer nicht nach den Sternen greift           | Stefanie Hertel                             | Komponist, Produzent    |
| 1988 | Wer ohne Tränen geht                        | Andy Borg                                   | Komponist, Produzent    |
| 2008 | Wer rettet mich vor deinem lächeln          | Stefanie Hertel                             | Komponist, Produzent    |
| 1995 | Wer rettet mich vor deiner Liebe            | Kristina Bach                               | Komponist, Produzent    |
| 2000 | Wer sich traut, hat mehr vom Leben          | Stefanie Hertel                             | Komponist, Produzent    |
| 2008 | Wer will denn schon vernünftig sein         | Helene Fischer                              | Komponist, Produzent    |
| 2002 | Wer, wenn nicht wir                         | Kristina Bach                               | Komponist, Produzent    |
| 2007 | Werner                                      | Geschwister Hofmann                         | Komponist, Produzent    |
| 1982 | Why Do You Ride the High Horse              | Arabesque                                   | Komponist               |
| 1982 | Why No Reply                                | Arabesque                                   | Komponist               |
| 1974 | Wie ein Geschenk des Himmels                | Michaela Mertens                            | Co-Komponist            |
| 1972 | Wie ein Meer das keine Ufer kennt           | Ireen Sheer                                 | Komponist               |
| 2006 | Wie ein Stern einer Sommernacht             | Geschwister Hofmann                         | Komponist, Produzent    |
| 2006 | Wie ein Sternenregen in der Nacht           | Patrick Lindner                             | Komponist, Produzent    |
| 1997 | Wie Flammen im Wind                         | Michelle                                    | Komponist, Produzent    |
| 1999 | Wie Flammen im Wind                         | Dana Winner (Songtitel: Onze liefde brandt) | Komponist               |
| 1995 | Wie gut, dass es die Musi gibt              | Geschwister Hofmann                         | Komponist, Produzent    |
| 2005 | Wie Sonne auf der Haut                      | Oliver Thomas                               | Komponist, Produzent    |
| 2010 | Wie viele Stunden hat das Glück             | Stefanie Hertel                             | Komponist, Produzent    |
| 2002 | Wieder da                                   | Stefanie Hertel                             | Komponist, Produzent    |
| 2005 | Wieviele Stunden hat die Ewigkeit           | Fernando Express                            | Komponist, Produzent    |
| 1989 | Wilde Herzen                                | Claudia Jung                                | Co-Komponist            |
| 1979 | Wilde Rose von Piräus                       | Costa Cordalis                              | Texter                  |
| 1993 | Wilde Träume                                | Michelle                                    | Komponist, Produzent    |
| 2008 | Willkommen in meinen Träumen                | Helene Fischer                              | Komponist, Produzent    |
| 2003 | Willst du immer noch Venedig seh’n          | Oliver Thomas                               | Komponist, Produzent    |
| 1973 | Willst du mit mir geh’n                     | Die Flippers                                | Produzent               |
| 1976 | Wir bauen uns ein Nest                      | Costa Cordalis                              | Texter                  |
| 2003 | Wir haben immer einen Grund zum Feiern      | Geschwister Hofmann                         | Komponist, Produzent    |
| 1995 | Wir lachen uns einfach die Sonne herbei     | Stefanie Hertel & Eberhard Hertel           | Komponist, Produzent    |
| 2001 | Wir seh’n nur bis zum Horizont              | Kastelruther Spatzen                        | Komponist               |
| 2010 | Wir sehn uns wieder in meinen Träumen       | Geschwister Hofmann                         | Komponist, Produzent    |
| 1995 | Wir sind die Fans                           | Stefanie Hertel                             | Komponist, Produzent    |
| 2002 | Wir tanzen heut Sirtaki                     | Fernando Express                            | Komponist, Produzent    |
| 1976 | Wir zwei auf einem Weg                      | Costa Cordalis                              | Texter                  |
| 1996 | Wirst du mich auch Morgen früh noch lieben  | André Stade                                 | Komponist, Co-Produzent |
| 2000 | Wirst du noch da sein                       | Michelle                                    | Komponist, Produzent    |
| 2007 | Wo das Leben tanzt                          | Helene Fischer                              | Komponist, Produzent    |
| 2000 | Wo der Himmel die Erde küsst                | Fernando Express                            | Komponist, Produzent    |
| 1998 | Wo der Sommer nie Urlaub macht              | Stefanie Hertel                             | Komponist, Produzent    |
| 1976 | Wo die Möven Kreise zieh’n                  | Costa Cordalis                              | Texter                  |
| 1999 | Wo sind die Schmetterlinge                  | André Stade                                 | Komponist, Co-Produzent |
| 1995 | Wo sind die Zigeuner geblieben              | Angela Wiedl                                | Komponist               |
| 1995 | Wo sind die Zigeuner geblieben              | Geschwister Hofmann                         | Komponist, Produzent    |
| 1970 | Wohin gehst du                              | Fred Kornelius                              | Komponist               |
| 2002 | Wolkenlos                                   | Stefanie Hertel                             | Komponist, Produzent    |
| 2009 | Wolkenträumer                               | Helene Fischer                              | Komponist, Produzent    |
| 1999 | Wollt’ doch bloß mal mit dir reden          | André Stade                                 | Komponist, Co-Produzent |
| 2013 | Wunder dich nicht                           | Helene Fischer                              | Komponist, Produzent    |
| 2000 | Wunderland                                  | Geschwister Hofmann                         | Komponist, Produzent    |

## Y
| Jahr | Titel                    | Interpret | Funktion  |
| ---- | ------------------------ | --------- | --------- |
| 1983 | You Better Get a Move On | Arabesque | Komponist |
| 1980 | You Win, Hands Down      | Arabesque | Komponist |
| 1982 | Young Fingers Get Burnt  | Arabesque | Komponist |

## Z
| Jahr | Titel                                        | Interpret                                       | Funktion                |
| ---- | -------------------------------------------- | ----------------------------------------------- | ----------------------- |
| 1989 | Zärtliche Augen                              | Die Paldauer                                    | Komponist               |
| 1996 | Zärtlicher Regen                             | Patrick Lindner                                 | Komponist, Produzent    |
| 2008 | Zärtlichkeit in kleinen Raten                | Stefanie Hertel                                 | Komponist, Produzent    |
| 1982 | Zanzibar                                     | Arabesque                                       | Co-Komponist            |
| 2005 | Zauber der Weihnacht                         | Stefanie Hertel, Stefan Mross & Eberhard Hertel | Komponist               |
| 1994 | Zauberküsse                                  | Kristina Bach                                   | Komponist, Produzent    |
| 2005 | Zauberland                                   | Oliver Thomas                                   | Komponist, Produzent    |
| 2008 | Zaubermond                                   | Helene Fischer                                  | Komponist, Produzent    |
| 1997 | Zaubernacht (Du bist die Zauberfee)          | Oliver Thomas                                   | Komponist, Produzent    |
| 2005 | Zeit für starke Gefühle                      | Fernando Express                                | Komponist, Produzent    |
| 2001 | Zigeunergeigen (Wo schläft dein Herz…)       | Oliver Thomas                                   | Komponist, Produzent    |
| 2001 | Zoiets als liefde                            | Mieke                                           | Komponist               |
| 2010 | Zon of regen                                 | Lindsay                                         | Komponist               |
| 1998 | Zu nah an der Sonne                          | Michelle                                        | Komponist, Produzent    |
| 2005 | Zufall oder Schicksal                        | Kastelruther Spatzen                            | Komponist               |
| 1996 | Zum ersten Mal wirst Du in meinen Armen wach | André Stade                                     | Komponist, Co-Produzent |
| 2013 | Zurück in den Himmel                         | Peter Michael                                   | Komponist, Produzent    |
| 2005 | Zurück zu mir                                | Patrick Lindner                                 | Komponist, Produzent    |
| 1989 | Zwei Herzerln am Birkenbaum                  | Patrick Lindner                                 | Komponist, Produzent    |
| 1976 | Zwei Schatten am Fenster                     | Die Flippers                                    | Komponist, Produzent    |
| 2004 | Zweifel sind kleine Teufel                   | Sheila                                          | Komponist, Produzent    |
| 2010 | Zwischen den Zeilen                          | Stefanie Hertel                                 | Komponist, Produzent    |
| 2007 | Zwischen Himmel und Erde                     | Helene Fischer                                  | Komponist, Produzent    |
| 1996 | Zwischen Himmel und Hölle                    | André Stade                                     | Komponist, Co-Produzent |